# شعاب مرجانية
الشعاب المرجانية هي هياكل تتكون من كائنات حية موجودة في المياه الضحلة في المناطق المدارية التي تقل بها نسبة الغذاء أو تنعدم تمامًا. كثرة الغذاء بالماء في مناطق مثل مصبات مصارف الري بالمناطق الزراعية تضر الشعاب المرجانية وذلك نتيجة لتكون الطحالب عليها..
وتتركز بشكل كبير في المياه الاستوائية والمدارية في المحيطين الهندي والهادي والبحر الأحمر والخليج العربي وحول خليج المكسيك وجزر الهند الغربية، وتتكاثر في المياه الضحلة التي لا تزيد أعماقها عن 50م، حيث توجد المياه الصافية، والإضاءة الكافية، واعتدال ملوحة المياه، وقلة التغيير في درجات الحرارة. ويلاحظ تركز أكبر مناطق المرجان وأعظمها في العالم قبالة ساحل أستراليا حيث الحاجز المرجاني العظيم، وكذلك قبالة سواحل جزر المالديف، وقبالة ساحل أفريقيا الشرقي وسواحل بحر العرب والبحر الأحمر والخليج العربي.
تبلغ مساحة المرجان في العالم 660 ألف كم²، أي ما يعادل 0.2% من مساحة المحيطات والبحار، وتنمو الشعاب المرجانية ببطء شديد، وبمعدل يتراوح بين 0,2-0,7 سم في السنة، ويستمر نمو المرجان لمئات السنين.

## تشكيل - تكوين
تشكلت معظم الشعاب المرجانية بعد العصر الجليدي الأخير عندما تسبب ذوبان الجليد في ارتفاع مستوى سطح البحر وإغراق الجروف القارية. عمر معظم الشعاب المرجانية أقل من 10000 عام. مع تأسيس المجتمعات المحلية، نمت الشعاب المرجانية صعودًا، مما أدى إلى ارتفاع مستويات سطح البحر. يمكن للشعاب المرجانية التي ارتفعت ببطء شديد أن تغرق دون إضاءة كافية. وتوجد الشعاب المرجانية في أعماق البحار بعيدا عن الرفوف القارية، حول الجزر المحيطية والجزر المرجانية. غالبية هذه الجزر بركانية الأصل. البعض الآخر له أصول تكتونية حيث حركات الصفائح رفع قاع المحيط العميق.
في هيكل وتوزيع الشعاب المرجانية، وضع  تشارلز داروين نظريته حول تكوين الشعاب المرجانية، وهي الفكرة التي تصورها خلال رحلة بيجل. وافترض أن رفع وهبوط من الأرض القشرة تحت المحيطات شكلت الجزر المرجانية. وضع داروين سلسلة من ثلاث مراحل في تكوين الجزر المرجانية. A التهديب الشعاب أشكال حول وجود المنقرضة جزيرة بركانية مثل الجزيرة والمحيط تهدأ الأرض. مع استمرار الهبوط، تصبح الشعاب المرجانية حاجزًا مرجانيًا وفي النهاية شعاب مرجانية.
- تبدأ نظرية داروين بجزيرة بركانية انقرضتمع انحسار الجزيرة والمحيط، يؤدي نمو الشعاب المرجانية إلى بناء شعاب مرجانية متداخلة، وغالبًا ما تتضمن بحيرة ضحلة بين الأرض والشعاب المرجانية الرئيسية.مع استمرار الهبوط، تصبح الشعاب المرجانية حاجزًا مرجانيًا أكبر بعيدًا عن الشاطئ بداخله بحيرة أكبر وأعمق.

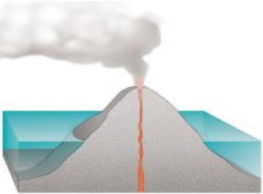
تبدأ نظرية داروين بجزيرة بركانية انقرضت

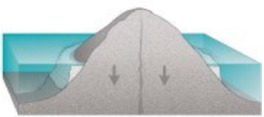
مع انحسار الجزيرة والمحيط، يؤدي نمو الشعاب المرجانية إلى بناء شعاب مرجانية متداخلة، وغالبًا ما تتضمن بحيرة ضحلة بين الأرض والشعاب المرجانية الرئيسية.

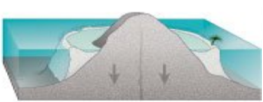
مع استمرار الهبوط، تصبح الشعاب المرجانية حاجزًا مرجانيًا أكبر بعيدًا عن الشاطئ بداخله بحيرة أكبر وأعمق.

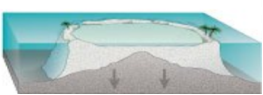
في نهاية المطاف، تغرق الجزيرة تحت سطح البحر، ويتحول الحاجز المرجاني إلى جزيرة مرجانية تحيط ببحيرة مفتوحة.

توقع داروين أن تحت كل بحيرة ستكون قاعدة صخرية، بقايا البركان الأصلي.  بحث لاحق أيّد هذه الفرضية. اتبعت نظرية داروين من فهمه أن السلائل المرجانية تزدهر في المناطق المدارية حيث يتم تحريك المياه، ولكن لا يمكنها العيش إلا في نطاق عمق محدود، بدءًا من انخفاض المد. عندما يسمح مستوى الأرض الأساسية، تنمو الشعاب المرجانية حول الساحل لتشكيل شعاب مرجانية، ويمكن أن تنمو في النهاية لتصبح حاجزًا مرجانيًا.

يمكن أن يستغرق تكوين الشعاب المرجانية عشرة آلاف سنة، ويمكن أن تستغرق الجزيرة المرجانية ما يصل إلى 30 مليون سنة.
عندما يرتفع القاع، يمكن أن تنمو الشعاب المرجانية حول الساحل، لكن المرجان المرتفع فوق مستوى سطح البحر يموت. إذا كانت الأرض تنحسر ببطء، فإن الشعاب المرجانية تحافظ على وتيرتها من خلال النمو لأعلى على قاعدة من الشعاب المرجانية القديمة الميتة، وتشكيل حاجز مرجاني يحيط ببحيرة بين الشعاب المرجانية والأرض. يمكن أن يحيط الحاجز المرجاني جزيرة ما، وبمجرد أن تغرق الجزيرة تحت مستوى سطح البحر، تستمر جزيرة مرجانية دائرية تقريبًا من الشعاب المرجانية المتنامية في مواكبة مستوى سطح البحر، وتشكل بحيرة مركزية. لا تشكل الشعاب المرجانية والجزر المرجانية دوائر كاملة عادة، ولكنها تتكسر في بعض الأماكن بفعل العواصف. مثل ارتفاع مستوى سطح البحر، يمكن للقاع سريع الانحدار أن يطغى على نمو المرجان، ويقتل المرجان والشعاب المرجانية، بسبب ما يسمى غرق المرجان.  الشعاب المرجانية التي تعتمد على zooxanthellae يمكن أن يموت عندما يصبح الماء عميقًا جدًا بحيث لا يستطيع المتعايشون معه التمثيل الضوئي بشكل كافٍ، بسبب انخفاض التعرض للضوء.
المتغيرين الرئيسيين اللذين يحددان الجيومورفولوجيا، أو الشكل، للشعاب المرجانية هما طبيعة الركيزة التي ترتكز عليها، وتاريخ التغير في مستوى سطح البحر بالنسبة لتلك الطبقة السفلية.
يقدم الحاجز المرجاني العظيم الذي يبلغ عمره ما يقرب من 20000 عام مثالاً على كيفية تشكل الشعاب المرجانية على الرفوف القارية. كان مستوى سطح البحر أقل بمقدار 120 مترًا (390 قدمًا) مما كان عليه في القرن الحادي والعشرين. مع ارتفاع مستوى سطح البحر، تعدي الماء والشعاب المرجانية على تلال السهل الساحلي الأسترالي. قبل 13000 عام، ارتفع مستوى سطح البحر إلى 60 مترًا (200 قدم) أقل مما هو عليه الآن، وأصبحت العديد من تلال السهول الساحلية جزرًا قارية. مع استمرار ارتفاع مستوى سطح البحر، تصدرت المياه معظم الجزر القارية. يمكن للشعاب المرجانية بعد ذلك أن تنمو فوق التلال، وتشكل الجزر الصغيرة والشعاب المرجانية. لم يتغير مستوى سطح البحر على الحاجز المرجاني العظيم بشكل ملحوظ في آخر 6000 سنة. يقدر عمر هيكل الشعاب الحية ما بين 6000 و 8000 سنة.  الرغم من أن الحاجز المرجاني العظيم تشكل على طول الجرف القاري، وليس حول جزيرة بركانية، فإن مبادئ داروين تنطبق. توقف التطوير عند مرحلة الحاجز المرجاني، حيث أن أستراليا ليست على وشك الغرق. شكلت أكبر حاجز مرجاني في العالم، 300-1000 متر (980-3280 قدم) من الشاطئ، وتمتد لمسافة 2000 كيلومتر (1200 ميل).
تنمو الشعاب المرجانية الإستوائية الصحية أفقياً من 1 إلى 3 سم (0.39 إلى 1.18 بوصة) سنويًا، وتنمو عموديًا في أي مكان من 1 إلى 25 سم (0.39 إلى 9.84 بوصة) سنويًا؛ ومع ذلك، فإنها تنمو فقط على أعماق أقل من 150 مترًا (490 قدمًا) بسبب حاجتها إلى ضوء الشمس، ولا يمكنها النمو فوق مستوى سطح البحر.

### مواد
كما يوحي الاسم، تتكون الشعاب المرجانية من هياكل عظمية مرجانية من مستعمرات مرجانية سليمة في الغالب. عندما يتم دمج العناصر الكيميائية الأخرى الموجودة في الشعاب المرجانية في رواسب كربونات الكالسيوم، يتم تكوين الأراجونيت. ومع ذلك، يمكن أن تضيف شظايا القذائف وبقايا الطحالب المرجانية مثل جنس Halimedaذي الشرائح الخضراء إلى قدرة الشعاب المرجانية على تحمل الأضرار الناجمة عن العواصف والتهديدات الأخرى. تظهر هذه المخاليط في هياكل مثل Eniwetok Atoll.

## أشكال الشعاب المرجانية

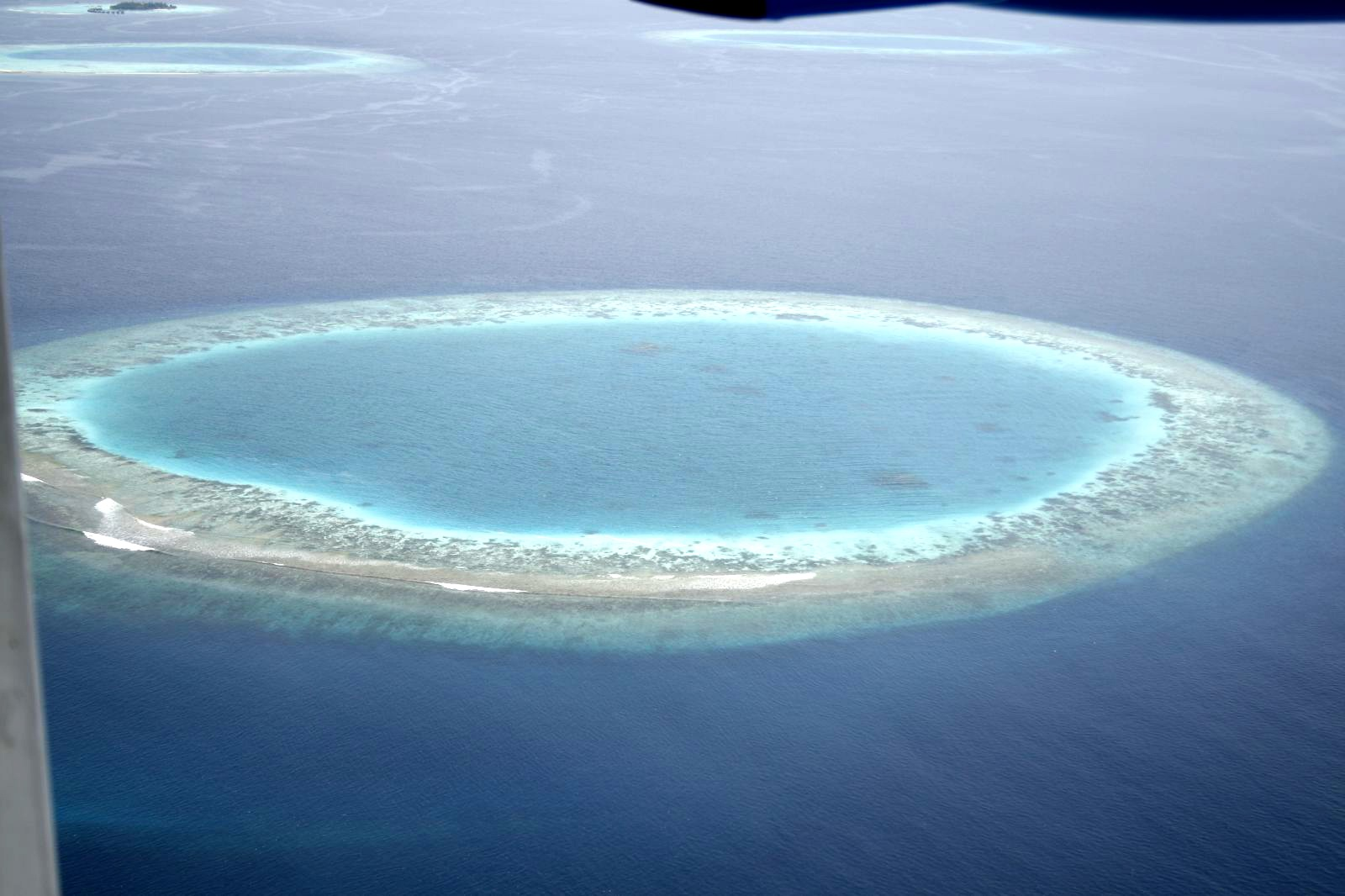
شعب المرجان الحلقية في جزر المالديف

- الحيد المرجاني: يبعد عن الساحل 60 مترا، ويكون فيها مستعمرات مرجان أفقيه.شعب المرجان الحلقية في جزر المالديف الحواجز المرجانية: شعاب مرجانية أشكالها مستطيلة.
- شعب المرجان الأحمر النادر

يعد أول من نقَّب في الكون عن شعاب المرجان هي الملكة بلقيسحين حلمت بمنام يخبرها عن مكنونه وجوهره، فبعثت بسلطانها، تتحدى من أنكر رؤيتها حتى أدرك أحد رجالها ويلقب بالضحاك مكمن شعب المرجان الأحمر في أعماق بحار العقبة حتى كانت أول من تزينت به وجعلته للنصر وزحف الجيوش وأيضا وجد في خزائن الفرعون الأعظم بعض الحلّي المرصعة بشعب المرجان الأحمر النادر وإلى يومنا هذا، يكاد بالمصادفة العثور على شعب المرجان الأحمر بكميات تسمح لنحته لترصيع الجواهر به أو تشكيله للسبح حيث يعد هو بالمقام الأول جوهر الملوك والسلاطين.

## أنواع الشعاب المرجانية

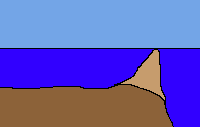
الحاجز المرجاني

نشأة الجزر الحلقية طبقا لـشارلز داروين.

### الشعاب الهامشية
- تكون قريبة من الساحل. وهي أكثر أنواع الشعاب المرجانية شيوعًا.  تتبع الشعاب المرجانية الخطوط الساحلية ويمكن أن تمتد لعدة كيلومترات.  عادة ما يكون عرضها أقل من 100 متر، لكن عرض بعضها يصل إلى مئات الأمتار.  تتكون الشعاب المرجانية في البداية على الشاطئ عند المياه المنخفضة المستوى وتتوسع باتجاه البحر مع نمو حجمها. يعتمد العرض النهائي على المكان الذي يبدأ فيه قاع البحر في الانخفاض بشكل حاد. يظل سطح الشعاب المرجانية بشكل عام على نفس الارتفاع: أسفل خط الماء مباشرة. في الشعاب المرجانية القديمة، التي تندفع مناطقها الخارجية بعيدًا في البحر، يتعمق الجزء الداخلي بفعل التعرية ويشكل في النهاية بحيرة . يمكن أن يصل عرض بحيرات الشعاب المرجانية إلى أكثر من 100 متر وعمق عدة أمتار. مثل الشِعاب المرجانية نفسها، فإنها تعمل بالتوازي مع الساحل. تعتبر الشعاب المرجانية في البحر الأحمر «من أفضل الشعاب تطوراً في العالم» وتوجد على طول جميع شواطئها باستثناء الخلجان الرملية.

### منصة الشعاب المرجانية
الجزر الحلقية المرجانية: يكون على شكل دائرة ويكون بعيد عن السواحل في وسط المحيطات. يكون على شكل جزيرة مستديرة توجد بداخلها بحيرة وتأخذ شكل البركان. وقد اختلف العلماء في تكوين هذه الشعب فمنهم من يقول أنها على فوهة بركان، ومنهم من يقول تكونت في العصر الجليدي وبعد انحسار الماء أصبحت دائرية. ومنهم من يقول أنها بسبب هبوط للقشرة وارتفاع منسوب المياه. يمكن أن تتشكل الشعاب المرجانية في المنصة، والتي يطلق عليها بشكل مختلف شعاب الضفاف أو الطاولات، على الجرف القاري، وكذلك في المحيط المفتوح، في الواقع في أي مكان حيث يرتفع قاع البحر بالقرب من سطح المحيط لتمكين نمو الشعاب الحيوانية المكونة للشعاب المرجان.  تم العثور على الشعاب المرجانية في جنوب الحاجز المرجاني العظيم وسوين  ومجموعة الجدي على الجرف القاري، على بعد حوالي 100-200 كم من الساحل. تقع بعض الشعاب المرجانية في شمال ماسكارين على بعد عدة آلاف من الكيلومترات من البر الرئيسي. على عكس الشعاب المرجانية والحواجز التي تمتد باتجاه البحر فقط، تنمو الشعاب المرجانية في جميع الاتجاهات. وهي متغيرة الحجم وتتراوح من بضع مئات من الأمتار إلى عدة كيلومترات. شكلها المعتاد هو بيضاوي إلى ممدود. يمكن أن تصل أجزاء من هذه الشعاب إلى السطح وتشكل ضفافًا رملية وجزرًا صغيرة قد تشكل حولها شعاب مرجانية. قد تتشكل بحيرة في منتصف منصة مرجانية.
يمكن العثور على شعاب المنصة داخل الجزر المرجانية. هناك تسمى الشعاب المرجانية وقد يصل قطرها إلى بضع عشرات من الأمتار. عندما تتشكل شعاب المنصة على هيكل ممدود، على سبيل المثال، حاجز مرجاني قديم متآكل، يمكن أن تشكل ترتيبًا خطيًا. هذا هو الحال، على سبيل المثال، على الساحل الشرقي للبحر الأحمر بالقرب من جدة. في الشعاب المرجانية القديمة، يمكن أن يتآكل الجزء الداخلي بشدة بحيث يشكل جزيرة مرجانية زائفة.  لا يمكن تمييزها عن الجزر المرجانية الحقيقية إلا من خلال التحقيق التفصيلي، بما في ذلك ربما حفر الجوف. بعض الشعاب المرجانية في Laccadives على شكل حرف U، بسبب الرياح وتدفق المياه.

### الحاجز المرجاني
يتم فصل الشعاب المرجانية الحاجزة عن البر الرئيسي أو شاطئ الجزيرة بواسطة قناة عميقة أو بحيرة.  وهي تشبه المراحل المتأخرة من الشعاب المرجانية بحيرتها، ولكنها تختلف عن الأخيرة في الحجم والأصل بشكل أساسي. يمكن أن يصل عرض البحيرات إلى عدة كيلومترات وعمق يتراوح بين 30 و 70 مترًا. قبل كل شيء، تشكلت حافة الشعاب الخارجية البحرية في المياه المفتوحة بدلاً من كونها بجوار الخط الساحلي. مثل جزيرة مرجانية، يُعتقد أن هذه الشعاب تتشكل إما مع انخفاض قاع البحر أو ارتفاع مستوى سطح البحر. يستغرق التكوين وقتًا أطول بكثير من الشعاب المرجانية، وبالتالي فإن الشعاب المرجانية أكثر ندرة. يتميز بالصلابة وهو أبعد في البحر من الشعب الهامشية؛ مثال على الحاجز المرجاني «الحاجز الأسترالي العظيم» الذي يمتد في البحر عبر نحو 3000 كيلومتر في شرق أستراليا.

### أنواع الشعاب المرجانية أو المتغيرات الأخرى
- الشعاب المرجانية - شعاب قصيرة تشبه الشعاب المرجانية، ولكنها أكثر انحدارًا؛ تمتد للخارج وللأسفل من نقطة أو شاطئ شبه جزيرة. المرحلة الأولى من الشعاب المرجانية.
- شعاب الضفة - شعاب معزولة مسطحة القمة أكبر من رقعة الشعاب المرجانية وعادة ما تكون في مناطق الرف الأوسط وشكل خطي أو شبه دائري؛ نوع من منصة الشعاب المرجانية.
- التصحيح الشعاب المرجانية - مشتركة، معزولة، نسبيا نتوء الشعاب الصغيرة، وعادة في غضون البحيرة أو شبه خليج، وغالبا ما دائرية وتحيط بها الرمال أو الأعشاب البحرية. يمكن اعتباره نوعًا من أنواع الشعاب المرجانية أو كسمات للشعاب المرجانية والجزر المرجانية والحاجز المرجاني.  قد تكون البقع محاطة بحلقة من غطاء الأعشاب البحرية المنخفض يشار إليها باسم هالة الرعي.
- الشعاب الشريطية - شعاب طويلة، ضيقة، وربما ملتوية، ترتبط عادة ببحيرة مرجانية. وتسمى أيضًا شعاب حافة الرف أو عتبة الشعاب المرجانية.
- Habili - شعاب مرجانية خاصة بالبحر الأحمر؛ لا تصل إلى السطح بما يكفي لإحداث تصفح مرئي؛ قد يكون خطرا على السفن (من العربية «لم يولد بعد»)
- Microatoll - مجتمع أنواع الشعاب المرجانية؛ النمو الرأسي محدود بمتوسط ارتفاع المد والجزر؛ تقدم مورفولوجيا النمو سجلاً منخفض الدقة لأنماط تغير مستوى سطح البحر؛ يمكن تأريخ البقايا المتحجرة باستخدام التأريخ بالكربون المشع، وقد تم استخدامها لإعادة بناء مستويات البحر في الهولوسين
- كايز - صغيرة ومنخفضة الارتفاع، والجزر الرملية شكلت على سطح الشعاب المرجانية من المواد المتآكلة التي تتراكم، وتشكيل منطقة فوق مستوى سطح البحر. يمكن أن تستقر بواسطة النباتات لتصبح صالحة للسكن ؛ تحدث في البيئات الاستوائية في جميع أنحاء المحيط الهادي، المحيط الأطلسي والمحيط الهندي (بما في ذلك منطقة البحر الكاريبي وعلى الحاجز المرجاني العظيم والحاجز المرجاني بليز)، حيث أنها توفر الأراضي الصالحة للسكن والزراعية
- الجبل البحري أو الجيو - يتكون عندما تنحسر الشعاب المرجانية على جزيرة بركانية ؛ تكون قمم الجبال البحرية مستديرة والجبال مسطحة ؛ قمم مسطحة من الجبال البحرية المسطحة القمة، أو tablemounts، ومن المقرر أن تآكل من الأمواج، والرياح، والعمليات الجوية.

## الحيود البحرية المرجانية

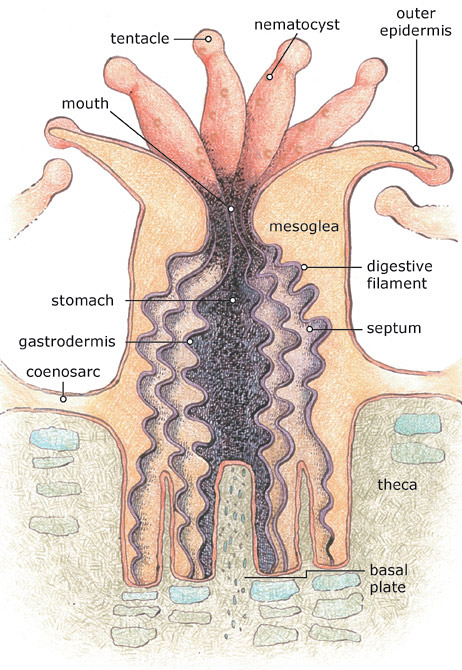
تشريح مديخ من الشعب المرجانية

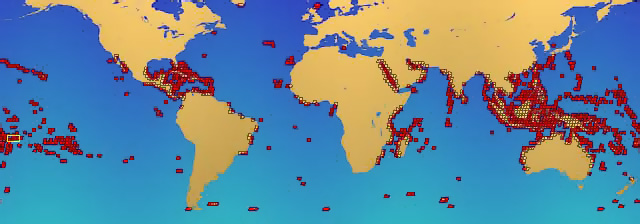
مناطق انتشار الشعب المرجانية.

على خلاف ما يظنه البعض، فإن المرجان ليس من النبات بل هو من الحيوانات الرقيقة. ونظرا لمعدل النمو البطئ له (حوالي 1 سم/سنة)، فإن المرجان الذي تتم مشاهدته في يومنا هذا في خليج العقبة يعود عمره إلى قرون خلت. وبالإضافة إلى كونه مركز الجذب الرئيسي للسياح، فإن الحيد المرجاني يلعب دورا هاما في دعم بقاء العديد من الأشكال الحياتية. ويتعايش الآلاف من المخلوقات البحرية جنبا إلى جنب في أنظمة بيئية معقدة تتراوح من أنواع لا تكاد ترى إلا الأسماك الكبيرة والثدييات. 

وتوفر المياه الدافئة في العقبة ملاذا رائعا لمجموعة من الأسماك الفريدة ذات الألوان الرائعة. ونظرا لصفاء المياه في العقبة، فإن هذا الطيف الواسع من الألوان يمكن رؤيته بدون الحاجة حتى إلى الدخول إلى الماء. كما ويوجد على شواطئ الخليج مجموعات من السلاحف الودودة التي تمضي وقتها في السباحة بين المجموعات المتماوجة من الأسماك. كما ويمكن في العادة رؤية الحيتان والدلافين وأبقار البحر في الخليج. إن المرجان والأسماك المرجانية والزواحف والثدييات هي جزء يسير من أنواع المخلوقات البحرية العديدة التي تعيش في مياه العقبة. 
وتأتي الحيوانات الليلية مثل السلطعونات الجمبري القريدس لتعيش بحثا عن الطعام في ساعات الظلام في الليل.
يستخد المرجان الكلس الدائب في الماء للتكاثر بالإضافة إلى أنه محب للاضائة والمياه الساخنة نسبيا.
تعد الشعاب المرجانية من النظم الايكولوجية الأكثر تعقيداً وذلك لتعقيد الأشكال الجيومورفولوجية من الشعاب وحساسية حيوان المرجان وتعقد السلسلة الغذائية ببيئة الشعاب المرجانية ولهذا نجد أن النمو المرجاني يخضع لضوابط نمو وهي ضوابط محددة من حرارة وضوء وملوحة وخصائص صخور الأساس وحركة مياه حيث لا يحتمل نمو المرجان الذبذبة القوية في العوامل سابقة الذكر أو الارتفاع المفاجئ في أحد العناصر وإلا سوف يخل بنمو المرجان في بيئته ومن ثم فإن الإخلال بمحددات نمو المرجان يعد أحد الأخطار التي تهدد نموه.

## مفارقة داروين
خلال رحلة داروين على متن البيغل وصف داروين الشعاب المرجانية الاستوائية واحات في صحراء المحيطات. إنه ينعكس على المفارقة التي تزدهر تحيط الشعاب المرجانية الاستوائية، والتي هي من بين أغنى الأنظمة البيئية وأكثرها تنوعا على وجه الأرض، بسبب مياه المحيطات الاستوائية التي توفر بالكاد المغذيات فائدة للشعاب المرجانية إذا وجدت الشعاب المرجانية في الطبقات الرسوبية القديمة، يعطيها ذلك فرصة كبيرة لتعمل كخزان للنفط، بسبب مساميتها ونفاذيتها العاليتين.
«"المرجان... يبدو أنه يتكاثر عندما تكون مياه المحيط دافئة، وفقيرة، صافية ومثيرة للقلق، وهي حقيقة لاحظها داروين بالفعل عندما مر عبر تاهيتي في عام 1842. ويشكل هذا تناقضًا أساسيًا، يتضح من الناحية الكمية من خلال الاستحالة الظاهرة لموازنة المدخلات وإخراج العناصر الغذائية التي تتحكم في استقلاب البوليبات المرجانية.
سلطت الأبحاث الأوقيانوغرافية الحديثة الضوء على حقيقة هذه المفارقة من خلال التأكيد على أن قلة التغذية في منطقةeuphotic للمحيطات تستمر حتى قمة الشعاب المرجانية المنتفخة. عندما تقترب من حواف الشعاب المرجانية والجزر المرجانية من شبه شاطئ البحر المفتوح، فإن الغياب شبه التام للمادة الحية يصبح فجأة عددًا كبيرًا من الحياة، دون انتقال. فلماذا يوجد شيء بدلاً من لا شيء، وبشكل أكثر دقة، من أين تأتي العناصر الغذائية الضرورية لعمل هذه الآلة الاستثنائية للشعاب المرجانية؟ "
-فرانسيس روجيري»
في هيكل وتوزيع الشعاب المرجانية، الذي نُشر عام 1842، وصف داروين كيف تم العثور على الشعاب المرجانية في بعض المناطق الاستوائية ولكن ليس في مناطق أخرى، بدون سبب واضح. نمت أكبر وأقوى الشعاب المرجانية في أجزاء من الشعاب المرجانية المعرضة لأشد الأمواج عنفًا، كما ضعفت الشعاب المرجانية أو غابت حيث تراكمت الرواسب الفضفاضة.
تحتوي المياه الاستوائية على القليل من العناصر الغذائية ومع ذلك يمكن للشعاب المرجانية أن تزدهر مثل «واحة في الصحراء».  وقد أدى ذلك إلى ظهور لغز النظام البيئي، والذي يطلق عليه أحيانًا «مفارقة داروين»: «كيف يمكن أن يزدهر هذا الإنتاج المرتفع في مثل هذه الظروف السيئة للمغذيات؟»
تدعم الشعاب المرجانية أكثر من ربع جميع الأنواع البحرية. ينتج عن هذا التنوع شبكات غذائية معقدة، حيث تأكلالأسماك المفترسة الكبيرة أسماك العلف الأصغر التي تأكل العوالق الحيوانية الأصغر وما إلى ذلك. ومع ذلك، فإن جميع الشبكات الغذائية تعتمد في النهاية على النباتات، والتي تعتبر المنتج الأساسي. تنتج الشعاب المرجانية عادة 5-10 جرامات من الكربون لكل متر مربع في اليوم (gC · m · 2 · يوم −1) الكتلة الحيوية.
أحد أسباب الوضوح غير المعتاد للمياه الاستوائية هو نقص المغذيات وانجراف العوالق. علاوة على ذلك، تشرق الشمس على مدار العام في المناطق المدارية، مما يؤدي إلى ارتفاع درجة حرارة الطبقة السطحية، مما يجعلها أقل كثافة من الطبقات تحت السطحية. يتم فصل الماء الأكثر دفئًا عن الماء الأعمق والأبرد بواسطة خط حراري ثابت، حيث تُحدث درجة الحرارة تغيرًا سريعًا. هذا يحافظ على المياه السطحية الدافئة تطفو فوق المياه العميقة الأكثر برودة. في معظم أجزاء المحيط، هناك القليل من التبادل بين هذه الطبقات. الكائنات الحية التي تموت في البيئات المائية تغرق عمومًا في القاع، حيث تتحلل، مما يؤدي إلى إطلاق العناصر الغذائية في شكل النيتروجين (N) والفوسفور (P) والبوتاسيوم (ك). هذه العناصر الغذائية ضرورية لنمو النبات، ولكن في المناطق الاستوائية، لا تعود مباشرة إلى السطح.
تشكل النباتات قاعدة السلسلة الغذائية وتحتاج إلى ضوء الشمس والمغذيات لتنمو. في المحيط، هذه النباتات هيعوالق نباتية مجهرية تنجرف في عمود الماء. إنهم يحتاجون إلى ضوء الشمس من أجل التمثيل الضوئي، الذي يعمل على تثبيت الكربون، لذلك يوجدون نسبيًا بالقرب من السطح، لكنهم يحتاجون أيضًا إلى العناصر الغذائية. تستخدم العوالق النباتية العناصر الغذائية بسرعة في المياه السطحية، وفي المناطق الاستوائية، لا يتم استبدال هذه العناصر الغذائية عادة بسبب الخط الحراري.

## المناطق

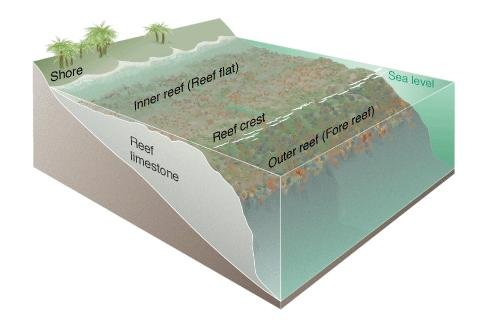
المناطق الثلاث الرئيسية للشعاب المرجانية: الشعاب المرجانية الأمامية وقمة الشعاب المرجانية والشعاب الخلفية

تحتوي النظم البيئية للشعاب المرجانية على مناطق متميزة تستضيف أنواعًا مختلفة من الموائل. عادة، يتم التعرف على ثلاث مناطق رئيسية: الشعاب المرجانية، قمة الشعاب المرجانية، والشعاب المرجانية الخلفية (يشار إليها غالبًا باسم بحيرة الشعاب المرجانية).
المناطق الثلاث مترابطة ماديا وبيئيا. الحياة المرجانية والمحيطات عمليات خلق فرص لتبادل مياه البحر، الرواسب والمغذيات والحياة البحرية.
توجد معظم الشعاب المرجانية في المياه التي يقل عمقها عن 50 مترًا. يسكن البعض في الأرفف القارية الاستوائية حيث لا يحدث تدفق مياه بارد وغني بالمغذيات، مثلالحاجز المرجاني العظيم. تم العثور على البعض الآخر في أعماق المحيط المحيط بالجزر أو في جزر مرجانية، مثل جزر المالديف. تتشكل الشعاب المرجانية المحيطة بالجزر عندما تهدأ الجزر في المحيط، وتتشكل الجزر المرجانية عندما تنخفض الجزيرة تحت سطح البحر.
بدلاً من ذلك، يميز Moyle و Cech ست مناطق، على الرغم من أن معظم الشعاب المرجانية تمتلك فقط بعض المناطق.

غالبًا ما يتم تحريك المياه في منطقة سطح الشعاب المرجانية. يمثل هذا الرسم الشعاب المرجانية على الجرف القاري. تنتقل موجات الماء على اليسار فوق قاع الشعاب المرجانيةحتى تصادف منحدر الشعاب المرجانية أو مقدمة الشعاب المرجانية. ثم تمر الأمواج فوق قمة الشعاب المرجانية الضحلة. عندما تدخل الموجة المياه الضحلة، فإنها تهدر، أي تتباطأ ويزداد ارتفاع الموجة.

سطح الشعاب المرجانية هو أضعف جزء من الشعاب المرجانية. لأنه يخضع ل زيادة والمد والجزر. عندما تمر الأمواج فوق مناطق ضحلة، فإنها تكون ضحلة، كما هو موضح في الرسم البياني المجاور. هذا يعني أن الماء غالبًا ما يكون مضطربًا. هذه هي الحالة الدقيقة التي يزدهر فيها المرجان. الضوء كافٍ لعملية التمثيل الضوئي بواسطة zooxanthellae التكافلي، والمياه المهتاجة تجلب العوالق لتغذية المرجان.
أرضية الشعاب المرجانية هي قاع البحر الضحل الذي يحيط بالشعاب المرجانية. تقع هذه المنطقة بجوار الشعاب المرجانية على الرفوف القارية. تنخفض الشعاب المرجانية حول الجزر الاستوائية والجزر المرجانية فجأة إلى أعماق كبيرة، ولا تحتوي على مثل هذه الأرضية. عادة ما تكون الأرضية رملية، وغالبًا ما تدعم مروج الأعشاب البحرية التي تعتبر مناطق مهمة للبحث عن العلف لأسماك الشعاب المرجانية.
تعتبر منطقة إنزال الشعاب المرجانية، لأول 50 مترًا، موطنًا لأسماك الشعاب المرجانية التي تجد مأوى على وجه الجرف والعوالق في المياه القريبة. تنطبق منطقة الإنزال بشكل أساسي على الشعاب المرجانية المحيطة بالجزر المحيطية والجزر المرجانية.
واجهة الشعاب المرجانية هي المنطقة الواقعة فوق قاع الشعاب المرجانية أو منطقة إنزال الشعاب المرجانية. غالبًا ما تكون هذه المنطقة هي أكثر مناطق الشعاب المرجانية تنوعًا. توفر الطحالب المرجانية والكلسية موائل ومناطق معقدة توفر الحماية، مثل الشقوق والشقوق. توفر اللافقاريات والطحالب المشبعة الكثير من الغذاء للكائنات الحية الأخرى.  السمة المشتركة في هذه المنطقة الأمامية هي تشكيلات الحافز والأخدود التي تعمل على نقل منحدر الرواسب.
الشعاب المرجانية المسطحة هي المسطحة ذات القاع الرملي، والتي يمكن أن تكون خلف الشعاب المرجانية الرئيسية، وتحتوي على قطع من المرجان. قد تكون هذه المنطقة على حدود بحيرة وتكون بمثابة منطقة واقية، أو قد تقع بين الشعاب المرجانية والشاطئ، وفي هذه الحالة تكون منطقة صخرية مسطحة. تميل الأسماك إلى تفضيلها عندما تكون موجودة.
بحيرة الشعاب المرجانية هي منطقة مغلقة بالكامل، مما يخلق منطقة أقل تأثرًا بحركة الأمواج وغالبًا ما تحتوي على بقع شعاب صغيرة.
ومع ذلك، فإن «طبوغرافيا الشعاب المرجانية تتغير باستمرار. وتتكون كل شعاب مرجانية من بقع غير منتظمة من الطحالب واللافقاريات اللاطئة والصخور والرمال العارية. يتغير حجم وشكل ووفرة هذه البقع من سنة إلى أخرى استجابةً ل العوامل المختلفة التي تفضل نوعًا واحدًا من الرقعة على نوع آخر. يؤدي نمو الشعاب المرجانية، على سبيل المثال، إلى حدوث تغير مستمر في البنية الدقيقة للشعاب المرجانية. وعلى نطاق أوسع، قد تؤدي العواصف الاستوائية إلى تدمير أجزاء كبيرة من الشعاب المرجانية وتسبب تحرك الصخور في المناطق الرملية.»

## المواقع

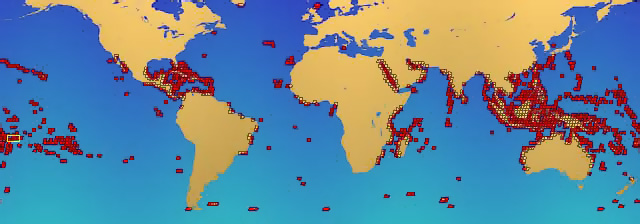
مواقع الشعاب المرجانية

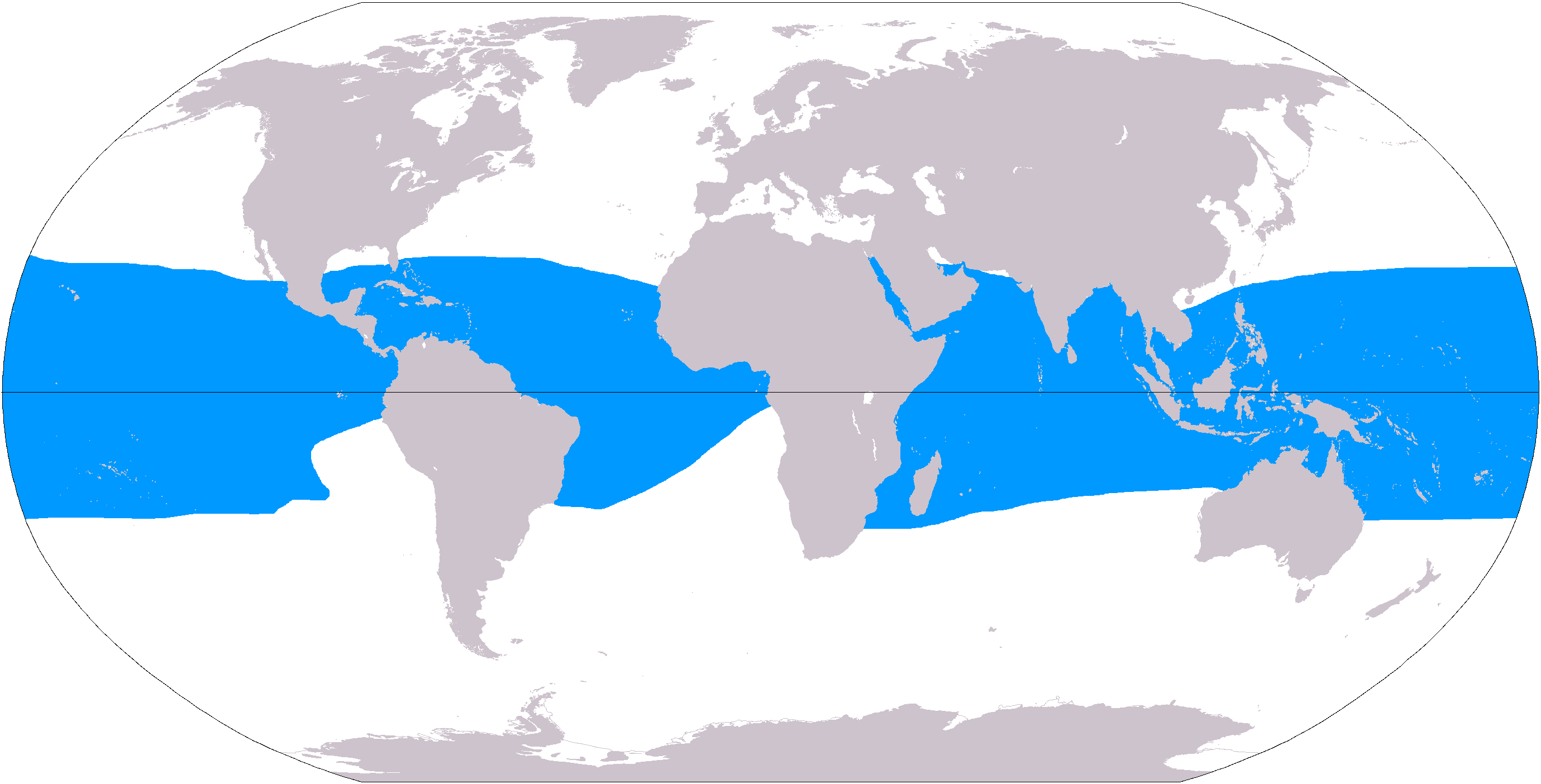
حدود 20 درجة مئوية متساوي الحرارة. تعيش معظم الشعاب المرجانية داخل هذه الحدود. لاحظ المياه الأكثر برودة الناتجة عن ارتفاع منسوب المياه على الساحل الجنوبي الغربي لأفريقيا وقبالة ساحل بيرو.

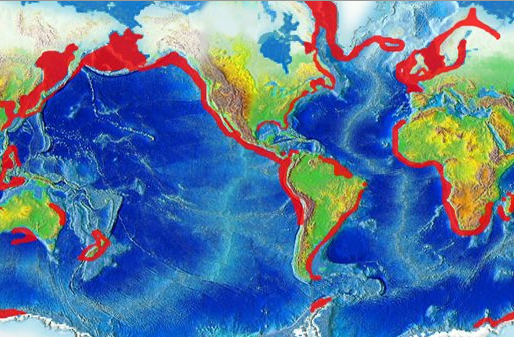
تُظهر هذه الخريطة مناطق صعود المياه إلى الأعلى باللون الأحمر. لا توجد الشعاب المرجانية في المناطق الساحلية حيث توجد مناطق أكثر برودة وغنية بالمغذيات.

يُقدر أن الشعاب المرجانية تغطي 284300 كيلومتر مربع (109.800 ميل مربع)،  أقل بقليل من 0.1 ٪ من مساحة سطح المحيطات. في المحيطين الهندي والهادئ المنطقة (بما في ذلك البحر الأحمر، المحيط الهندي، جنوب شرق آسيا والمحيط الهادئ) تمثل 91.9٪ من هذا المجموع. يمثل جنوب شرق آسيا 32.3٪ من هذا الرقم، بينما يمثل المحيط الهادئ بما في ذلك أستراليا 40.8٪.المحيط الأطلسي والبحر الكاريبي تمثل الشعاب المرجانية 7.6٪.
على الرغم من وجود الشعاب المرجانية في كل من المياه المعتدلة والاستوائية، إلا أن شعاب المياه الضحلة تتشكل فقط في منطقة تمتد من حوالي 30 درجة شمالاً إلى 30 درجة جنوباً من خط الاستواء. لا تنمو الشعاب المرجانية الاستوائية على أعماق تزيد عن 50 مترًا (160 قدمًا).درجة الحرارة المثلى لمعظم الشعاب المرجانية هي 26-27 درجة مئوية (79-81 درجة فهرنهايت)، ويوجد عدد قليل من الشعاب المرجانية في المياه التي تقل عن 18 درجة مئوية (64 درجة فهرنهايت).  ومع ذلك، فقد تكيفتالشعاب المرجانية في الخليج العربي مع درجات حرارة 13 درجة مئوية (55 درجة فهرنهايت) في الشتاء و 38 درجة مئوية (100 درجة فهرنهايت) في الصيف.  37 نوعًا من الشعاب المرجانية المتصلبة تعيش في مثل هذه البيئة حول جزيرة لاراك.
يعيش مرجان المياه العميقة على أعماق أكبر ودرجات حرارة أكثر برودة عند خطوط عرض أعلى بكثير، حتى شمال النرويج.  الرغم من أن مرجانيات المياه العميقة يمكن أن تشكل شعابًا مرجانية، إلا أنه لا يُعرف الكثير عنها.
الشعاب المرجانية نادرة على طول السواحل الغربية لل أمريكتين وأفريقيا، ويرجع ذلك أساسا إلى الموجات المتقلبة والبرد الشديد الساحلية التيارات التي تقلل من درجة حرارة المياه في هذه المناطق (في بيرو، بنغيلا والتيارات الكناري على التوالي).  ونادرا ما وجدت الشعاب المرجانية على طول الساحل من جنوب آسيا -من الطرف الشرقي من الهند (تشيناي) إلى بنغلاديش وميانمار الحدود  -كما كذلك على طول سواحل شمال شرقأمريكا الجنوبية وبنجلاديش، وذلك بسبب المياه العذبة الإفراج عن الأمازونو الجانج الأنهار على التوالي.
- والحاجز المرجاني العظيم -largest، تضم أكثر من 2900 الشعاب الفردية و 900 الجزر تمتد لأكثر من 2600 كيلومتر (1600 ميل) قبالة ولاية كوينزلاند، أستراليا
- ونظام الحاجز المرجاني أمريكا الوسطى -second أكبر، وتمتد 1000 كيلومتر (620 ميل) من جزيرة Contoyفي غيض من شبه جزيرة يوكاتان وصولا إلى جزر خليج هندوراس
- وكاليدونيا الجديدة الحاجز المرجاني -second أطول الحاجز المرجاني مزدوجة، وتغطي 1500 كيلومتر (930 ميل)
- وأندروس، الباهاما الحاجز المرجاني ثالث أكبر، في أعقاب الساحل الشرقي لجزيرة أندروس، جزر البهاما، بين أندروس وناسو
- والبحر الأحمر، ويشمل الشعاب التهديب عمرها 6000، وتقع على طول (1240 ميل) الساحل 2000 كم
- في ولاية فلوريدا ريف المسالك -largest الشعاب الولايات المتحدة القاري وثالث أكبر الشعاب المرجانية الحاجز، يمتد من الجندي مفتاح، وتقع في خليج بيسكين، إلى تورتوجاس الجاف في خليج المكسيك
- بول ريدج - أعمق شعاب مرجانية ضوئية، فلوريدا
- العديد من الشعاب المرجانية حول جزر المالديف
- في الفلبين يقدر منطقة الشعاب المرجانية، ثاني أكبر سوق في جنوب شرق آسيا، على 26000 كيلومترا مربعا. 915 نوعًا من أسماك الشعاب المرجانية وأكثر من 400 نوع من الشعاب المرجانية المتصلبة، 12 منها مستوطنة هناك.
- في جزر راجا امبات في اندونيسيا الصورة بابوا الغربية محافظة تقديم أعلى مستوى من التنوع البحرية المعروفة.
- تشتهر برمودا بنظام الشعاب المرجانية في أقصى الشمال والذي يقع في32.4 درجة شمالًا 64.8 درجة غربًا. يرجع وجود الشعاب المرجانية على خط العرض المرتفع هذا إلى قرب تيار الخليج. تمثل الأنواع المرجانية برمودا مجموعة فرعية من تلك الموجودة في منطقة البحر الكاريبي الكبرى.
- تقع الشعاب المرجانية الفردية في أقصى شمال العالم داخل خليج جزيرة تسوشيما اليابانية في مضيق كوريا.
- تقع الشعاب المرجانية في أقصى جنوب العالم في جزيرة لورد هاو، في المحيط الهادئ قبالة الساحل الشرقي لأستراليا.

## التنوع البيولوجي

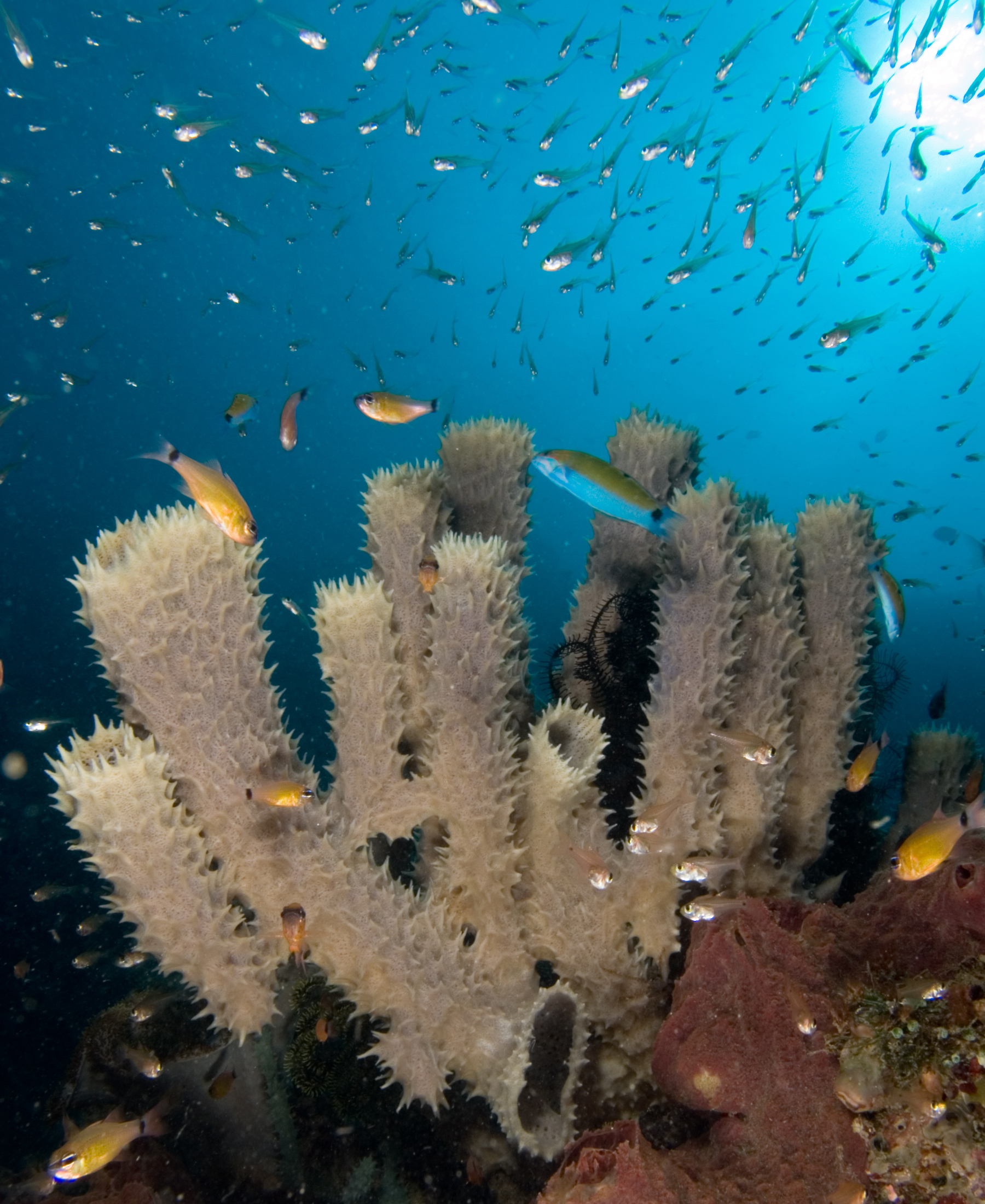
الإسفنج أنبوب جذب الكاردينال الأسماك، glassfishes و wrasses

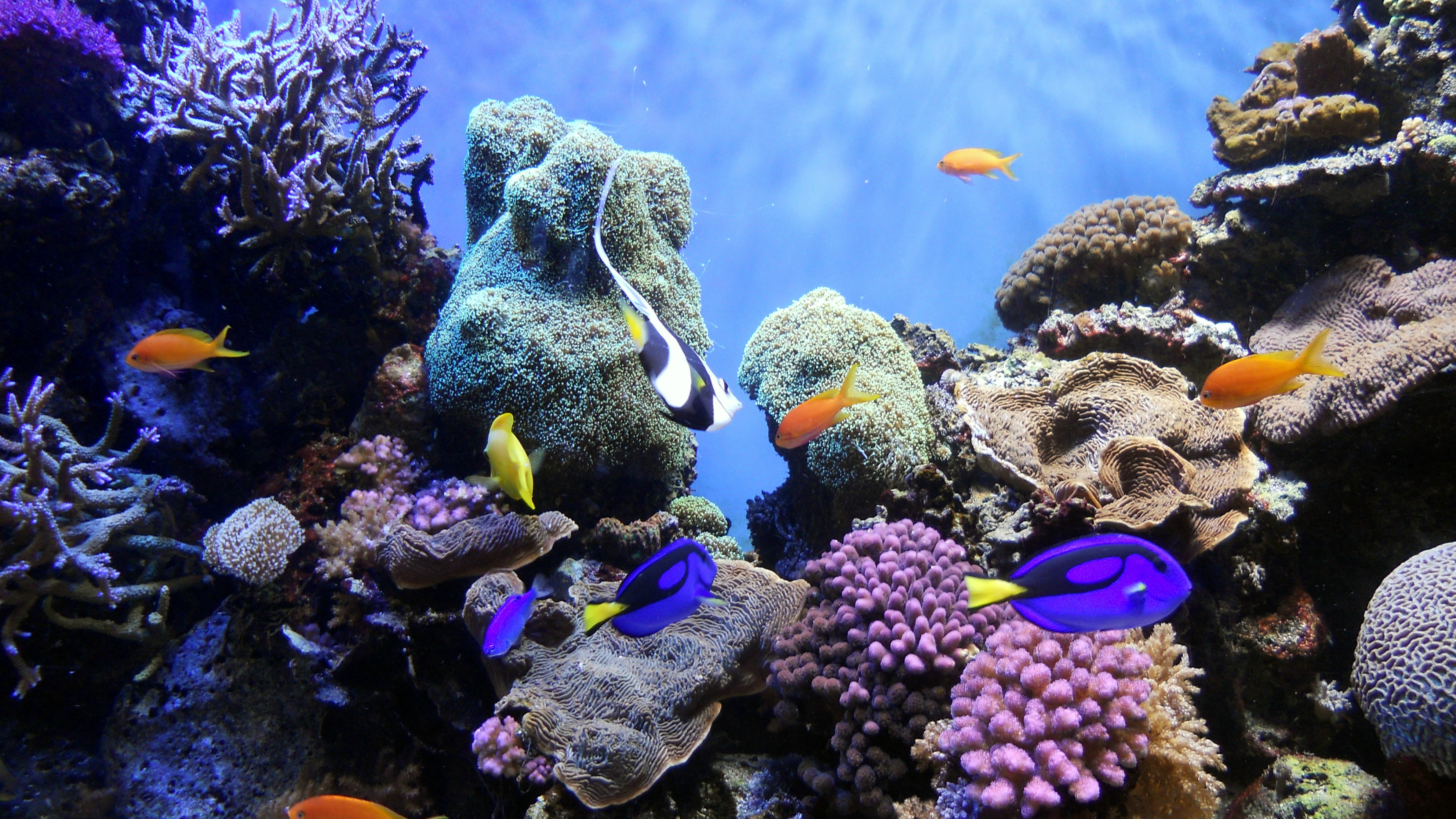
يعيش أكثر من 4000 نوع من الأسماك في الشعاب المرجانية.

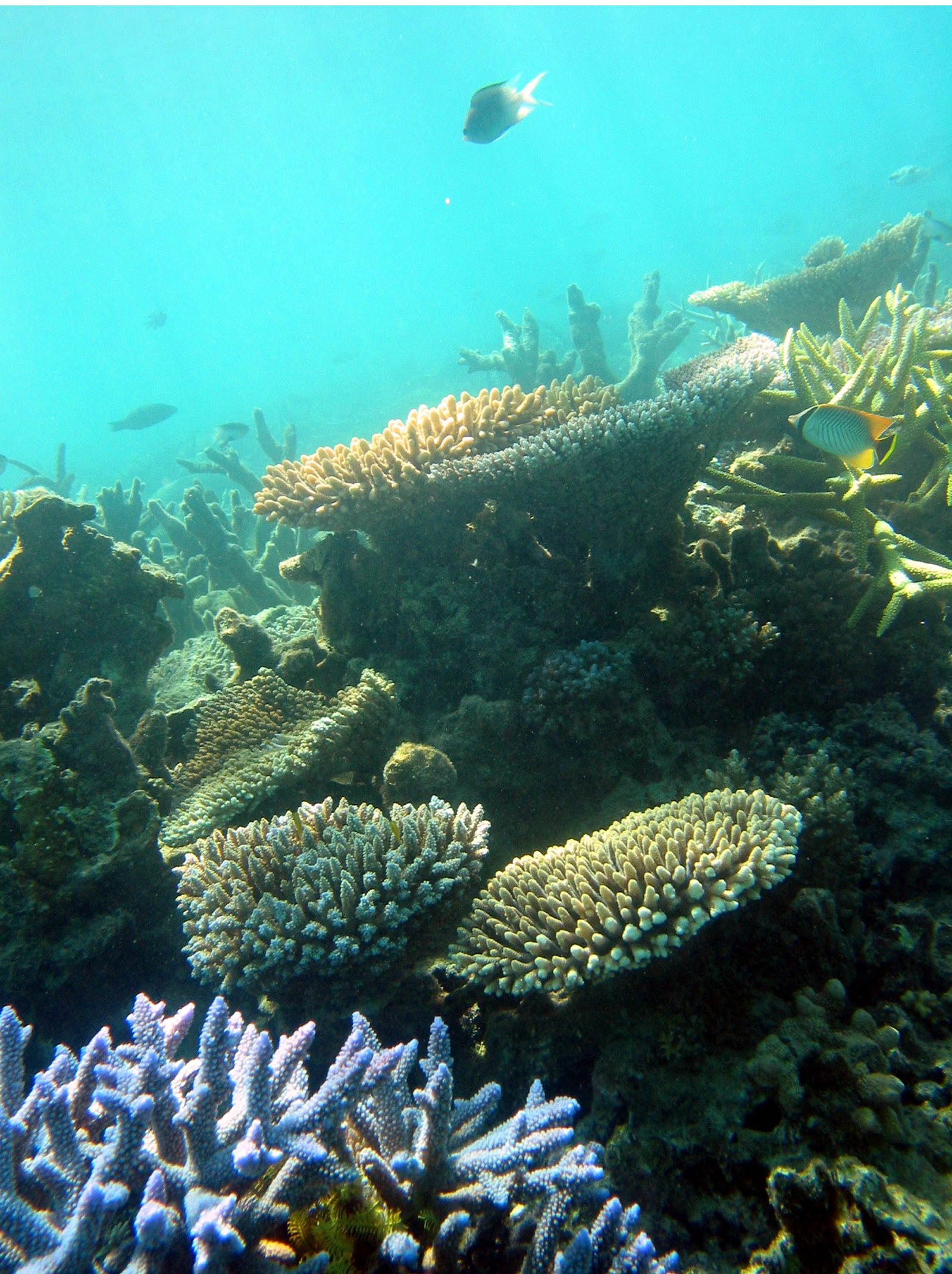
يمكن أن تغطي الكائنات الحية كل بوصة مربعة من الشعاب المرجانية.

تشكل الشعاب المرجانية بعضًا من أكثر النظم البيئية إنتاجية في العالم، وتوفر موائل بحرية معقدة ومتنوعة تدعم مجموعة واسعة من الكائنات الحية الأخرى.  الشعاب المرجانية الواقعة تحت مستوى المد المنخفض بعلاقة متبادلة المنفعة مع غابات المنغروفعند مستوى المد العالي ومروج أعشاب البحر بينهما: تحمي الشعاب المرجانية والأعشاب البحرية من التيارات والأمواج القوية التي من شأنها إتلافها أو تآكلها الرواسب التي تتجذر فيها، بينما تحمي أشجار المانغروف والأعشاب البحرية الشعاب المرجانية من التدفقات الكبيرة للطمي والمياه العذبة والملوثات. هذا المستوى من التنوع في البيئة يفيد العديد من حيوانات الشعاب المرجانية، والتي، على سبيل المثال، قد تتغذى في أعشاب البحر وتستخدم الشعاب المرجانية للحماية أو التكاثر.
الشعاب المرجانية هي موطن لمجموعة متنوعة من الحيوانات، بما في ذلك الأسماك، الطيور البحرية، والإسفنج، الكائنات المجوفة (والذي يتضمن بعض أنواع الشعاب المرجانية وقناديل البحر)، والديدان، والقشريات (بما في ذلك الروبيان، الروبيان نظافة، الكركند شائك وسرطان البحر)، الرخويات (بما في ذلك رأسيات الأرجل)، شوكيات الجلد (بما في ذلك نجم البحر، قنافذ البحر وخيار البحر)، النافورات البحر، السلاحف البحرية وثعابين البحر. بصرف النظر عن البشر، تندر وجود الثدييات في الشعاب المرجانية، وتعتبر زيارة الحيتانيات مثل الدلافين هي الاستثناء الرئيسي. تتغذى بعض الأنواع مباشرة على الشعاب المرجانية، بينما تتغذى أنواع أخرى على الطحالب على الشعاب المرجانية.  ترتبط الكتلة الحيوية للشعاب المرجانية ارتباطًا إيجابيًا بتنوع الأنواع.
قد تكون نفس المخابئ في الشعاب المرجانية مأهولة بشكل منتظم من قبل أنواع مختلفة في أوقات مختلفة من اليوم. الحيوانات المفترسة ليلا مثل cardinalfish و squirrelfish اخفاء خلال اليوم، بينما دامسل، السحل، الدهام، wrasses والببغاء اخفي من ثعابين وأسماك القرش.
إن العدد الكبير والتنوع لأماكن الاختباء في الشعاب المرجانية، أي الملاجئ، هي العامل الأكثر أهمية الذي يسبب التنوع الكبير والكتلة الحيوية العالية للكائنات الحية في الشعب المرجانية.

### الطحالب
الشعاب المرجانية معرضة بشكل مزمن لخطر زحف الطحالب. يمكن للصيد الجائر وإمدادات المغذيات الزائدة من البر أن يمكّن الطحالب من التغلب على الشعاب المرجانية وقتلها.  يمكن أن تكون زيادة مستويات المغذيات نتيجة لمياه الصرف الصحي أو جريان الأسمدة الكيماوية. يمكن أن يحمل الجريان السطحي النيتروجين والفوسفور مما يعزز نمو الطحالب الزائدة. يمكن للطحالب أحيانًا أن تتنافس على الشعاب المرجانية في الفضاء. يمكن للطحالب بعد ذلك أن تخنق الشعاب المرجانية عن طريق تقليل إمداد الأكسجين المتاح للشعاب المرجانية. يمكن أن يؤدي انخفاض مستويات الأكسجين إلى إبطاء معدلات التكلس وإضعاف المرجان وجعله أكثر عرضة للأمراض والتدهور.  تسكن الطحالب نسبة كبيرة من مواقع الشعاب المرجانية التي تم مسحها.  يتكون مجتمع الطحالب منالطحالب العشب، الطحالب المرجانية والطحالب الكلي. بعض قنافذ البحر (مثل Diadema antillarum) تأكل هذه الطحالب وبالتالي يمكن أن تقلل من خطر زحف الطحالب.

### الإسفنج
الإسفنج ضروري لعمل الشعاب المرجانية في هذا النظام. تنتج الطحالب والشعاب المرجانية مواد عضوية. يتم ترشيح ذلك من خلال الإسفنج الذي يحول هذه المادة العضوية إلى جزيئات صغيرة يتم امتصاصها بدورها بواسطة الطحالب والشعاب المرجانية.

### سمك
يعيش أكثر من 4000 نوع من الأسماك في الشعاب المرجانية.  تزال أسباب هذا التنوع غير واضحة.تتضمن الفرضيات «اليانصيب»، حيث يكون أول (الفائز المحظوظ) الذي يجند إلى منطقة ما قادرًا عادةً على الدفاع عنها ضد المتأخرين، و «المنافسة»، حيث يتنافس الكبار على الأرض، ويجب أن تكون الأنواع الأقل قدرة على المنافسة قادرة على البقاء في الموائل الفقيرة، و «الافتراس»، حيث يكون حجم السكان هو دالة على معدل الوفيات بعد الاستقرار.  يمكن أن تنتج الشعاب المرجانية السليمة ما يصل إلى 35 طنًا من الأسماك لكل كيلومتر مربع كل عام، لكن الشعاب المرجانية التالفة تنتج أقل بكثير.

### اللافقاريات
قنافذ البحر، Dotidae والرخويات البحرية أكل الأعشاب البحرية. يمكن لبعض أنواع قنافذ البحر، مثل Diadema antillarum، أن تلعب دورًا محوريًا في منع الطحالب من اجتياح الشعاب المرجانية. يدرس الباحثون استخدام قنافذ التجميع الأصلية، Tripneustes gratilla، لإمكانية استخدامها كعوامل تحكم بيولوجية للتخفيف من انتشار أنواع الطحالب الغازية على الشعاب المرجانية. Nudibranchia وشقائق البحر أكل الإسفنج.
يسكن عدد من اللافقاريات، تسمى مجتمعة «الحيوانات الخفية»، الركيزة الهيكلية للشعاب المرجانية نفسها، إما مملة في الهياكل العظمية (من خلال عملية التآكل البيولوجي) أو تعيش في الفراغات والشقوق الموجودة مسبقًا. تشمل الحيوانات المملّة في الصخور الإسفنج، والرخويات ذات الصدفتين، و sipunculans. وتشمل تلك التي تستقر على الشعاب العديد من الأنواع الأخرى، وخاصة القشريات والديدان متعددة الأشواك.

### الطيور البحرية
توفر أنظمة الشعاب المرجانية موائل مهمة لأنواع الطيور البحرية، بعضها مهدد بالانقراض. على سبيل المثال، تدعمMidway Atoll في هاواي ما يقرب من ثلاثة ملايين طائر بحري، بما في ذلك ثلثي (1.5 مليون) من سكان العالملطيور القطرس Laysan، وثلث سكان العالم من طيور القطرس السوداء القدمين.  لكل نوع من أنواع الطيور البحرية مواقع محددة في الجزيرة المرجانية حيث يعششون. إجمالاً، يعيش 17 نوعًا من الطيور البحرية في ميدواي. وطيور القطرس القصير الذيل هو أندر، مع أقل من 2200 قيد الحياة بعد الصيد المفرط ريشة في القرن 19 في وقت متأخر.

### آخر
تتغذى ثعابين البحر حصريًا على الأسماك وبيضها. الطيور البحرية، مثل مالك الحزين، طيور الاطيش، البجع والمغفلون، تتغذى على أسماك الشعاب المرجانية. بعض البرية الزواحف المنتسبين بشكل متقطع مع الشعاب، مثل السحالي والتماسيح البحرية والثعابين semiaquatic، مثل قرطاط البحر الأفغواني. تتغذى السلاحف البحرية، ولا سيما السلاحف البحرية منقار الصقر، على الإسفنج.

## خدمات النظام الإيكولوجي
تقدم الشعاب المرجانية خدمات النظام البيئي للسياحة ومصايد الأسماك وحماية السواحل. قدرت القيمة الاقتصادية العالمية للشعاب المرجانية بما يتراوح بين 29.8 مليار دولار أمريكي  و 375 مليار دولار أمريكي سنويًا.
قدرت التكلفة الاقتصادية على مدى 25 عامًا لتدمير كيلومتر واحد من الشعاب المرجانية بما يتراوح بين 137000 دولار و 1200000 دولار.
لتحسين إدارة الشعاب المرجانية الساحلية، قام معهد الموارد العالمية (WRI) بتطوير ونشر أدوات لحساب قيمة السياحة المتعلقة بالشعاب المرجانية وحماية السواحل ومصايد الأسماك، بالشراكة مع خمسة بلدان كاريبية. اعتبارا من أبريل 2011، وتناولت أوراق العمل المنشورة سانت لوسيا، توباغو، بليز، وجمهورية الدومينيكان. كان معهد الموارد المائية «يتأكد من أن نتائج الدراسة تدعم السياسات الساحلية المحسنة وتخطيط الإدارة».  قدرت دراسة بليز قيمة خدمات الشعاب المرجانية والمنغروف بـ 395-559 مليون دولار سنويًا.
توفر الشعاب المرجانية في برمودا فوائد اقتصادية للجزيرة تبلغ قيمتها في المتوسط 722 مليون دولار سنويًا، بناءً على ست خدمات أساسية للنظام الإيكولوجي، وفقًا لـ Sarkis et al (2010).

### حماية الشواطئ
تحمي الشعاب المرجانية الشواطئ من خلال امتصاص طاقة الأمواج، ولن توجد العديد من الجزر الصغيرة بدون الشعاب المرجانية. يمكن للشعاب المرجانية أن تقلل من طاقة الأمواج بنسبة 97٪، مما يساعد على منع الخسائر في الأرواح وتلف الممتلكات. كما أن السواحل التي تحميها الشعاب المرجانية أكثر استقرارًا من حيث التعرية من تلك التي لا توجد بها. يمكن للشعاب المرجانية أن تخفف من الأمواج وكذلك أو أفضل من الهياكل الاصطناعية المصممة للدفاع الساحلي مثل حواجز الأمواج. يقدر أن 197 مليون شخص يعيشون على ارتفاع أقل من 10 أمتار وضمن 50 كيلومترًا من الشعاب المرجانية قد يتلقون بالتالي فوائد تقليل المخاطر من الشعاب المرجانية. إن استعادة الشعاب المرجانية أرخص بكثير من بناء حواجز أمواج صناعية في البيئات الاستوائية. سوف تتضاعف الأضرار المتوقعة من الفيضانات، وستتضاعف تكاليف العواصف المتكررة ثلاث مرات بدون وجود أعلى متر من الشعاب المرجانية. بالنسبة لأحداث العواصف التي تستمر 100 عام، ستزيد أضرار الفيضانات بنسبة 91٪ لتصل إلى 272 مليار دولار أمريكي بدون مقياس الارتفاع.

### مصايد الأسماك
يتم أخذ حوالي ستة ملايين طن من الأسماك كل عام من الشعاب المرجانية. تتمتع الشعاب المرجانية المُدارة جيدًا بمتوسط عائد سنوي يبلغ 15 طنًا من المأكولات البحرية لكل كيلومتر مربع. تنتج مصايد الشعاب المرجانية في جنوب شرق آسيا وحدها حوالي 2.4 مليار دولار سنويًا من المأكولات البحرية.

## التهديدات
منذ ظهورها قبل 485 مليون سنة، واجهت الشعاب المرجانية العديد من التهديدات، بما في ذلك الأمراض،  الافتراس،  الأنواع الغازية، والتآكل البيولوجيعن طريق رعي الأسماك،  وتكاثر الطحالب، والمخاطر الجيولوجية، والنشاط البشري الأخير.
وهذا يشمل تعدين الشعاب المرجانية، والصيد بشباك الجر في القاع،  وحفر القنوات والمداخل إلى الجزر والخلجان، وكلها يمكن أن تلحق الضرر بالنظم الإيكولوجية البحرية إذا لم يتم القيام بها بشكل مستدام. وتشمل غيرها من التهديدات المحلية الصيد الانفجار، الصيد الجائر، overmining المرجانية،  و التلوث البحري، بما في ذلك استخدام المحظورة المضادة للحشف كمبيد بيولوجيثلاثي بوتيل القصدير. على الرغم من عدم وجودها في البلدان المتقدمة، تستمر هذه الأنشطة في أماكن قليلة الحماية البيئية أو تطبيق تنظيمي ضعيف. المواد الكيميائية الموجودة في واقيات الشمس قد توقظ العدوى الفيروسية الكامنة في zooxanthellae  وتؤثر على التكاثر.  ومع ذلك، فقد ثبت أن تركيز الأنشطة السياحية عبر المنصات البحرية يحد من انتشار أمراض المرجان من قبل السياح.
تمثل انبعاثات غازات الاحتباس الحراري تهديدًا أوسع نطاقاً من خلال ارتفاع درجة حرارة البحر وارتفاع مستوى سطح البحر،  الرغم من أن الشعاب المرجانية تكيفسوائلها المتكلسة مع التغيرات في درجة حموضة مياه البحر ومستويات الكربونات ولا تتعرض للتهديد المباشر منتحمض المحيطات.  يمكن للتلوث البركاني والهباء الجوي من صنع الإنسان تعديل درجات حرارة سطح البحر الإقليمية.
في عام 2011، اقترح باحثان أن «اللافقاريات البحرية الموجودة تواجه نفس التأثيرات التآزرية للضغوط المتعددة» التي حدثت أثناء الانقراض في نهاية العصر البرمي، وأن الأجناس «ذات الفسيولوجيا التنفسية الضعيفة والأصداف الجيرية»، مثل الشعاب المرجانية، كانت معرضة بشكل خاص.

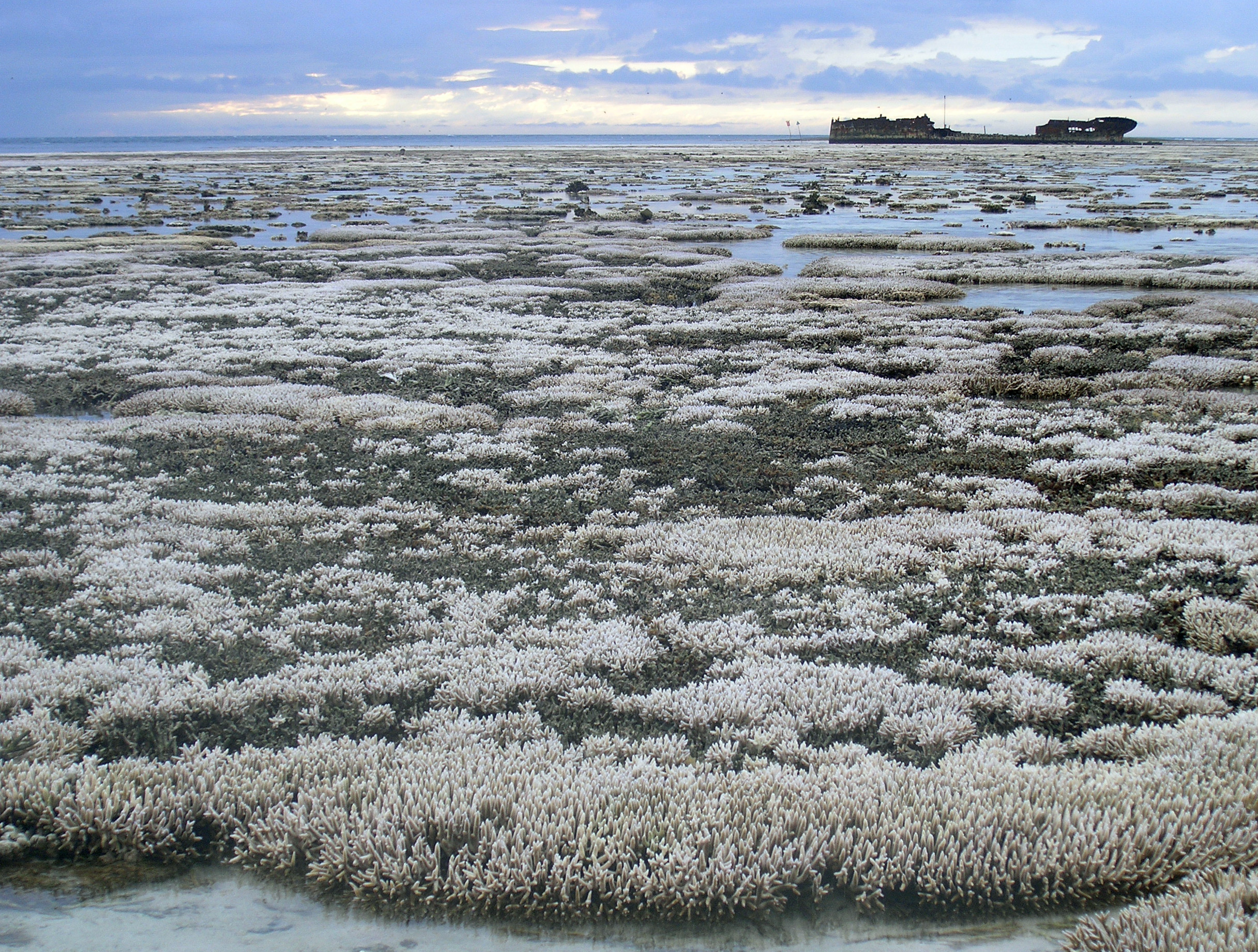
حدث تبيض مرجاني كبير حدث في هذا الجزء من الحاجز المرجاني العظيم في أستراليا
الشعاب المرجانية تستجيب للضغوط من قبل «تبيض» أو طرد الملونة على zooxanthellate معايش جواني.الشعاب المرجانية التي تحتوي على Clade C zooxanthellae معرضة بشكل عام للتبييض الناجم عن الحرارة، في حين أن الشعاب المرجانية ذات Clade A أو D الأكثر صلابة تكون مقاومة بشكل عام،  وكذلك الأجناس المرجانية الأكثر صلابة مثل Porites و Montipora.
كل 4-7 سنوات، وهي ظاهرة النينيو الحدث يسبب بعض الشعاب الشعاب المرجانية الحساسة للحرارة إلى التبييض، مع bleachings خصوصا على نطاق واسع في عام 1998 وعام 2010.  ومع ذلك، والشعاب هذا الحدث تجربة تبيض شديد تصبح أكثر مقاومة إلى التبييض المستقبلي الناتج عن الحرارة،  بسببالاختيار الاتجاهي السريع.  التكيف السريع المماثل قد يحمي الشعاب المرجانية من الاحتباس الحراري.
وجدت دراسة منهجية واسعة النطاق لمجتمع الشعاب المرجانية في جزيرة جارفيس، والتي شهدت عشرة أحداثتبيض متزامنة لظاهرة النينيو من عام 1960 إلى عام 2016، أن الشعاب المرجانية تعافت من الموت شبه الكامل بعد الأحداث الشديدة.

## الحماية
المناطق البحرية المحمية (MPAs) هي مناطق مخصصة لأنها توفر أنواعًا مختلفة من الحماية للمحيطات و / أو مناطق مصبات الأنهار. وهي تهدف إلى تعزيز مسؤولة إدارة مصايد الأسماك وحماية الموائل. يمكن أن تشمل المناطق البحرية المحمية أيضًا أهدافًا اجتماعية وبيولوجية، بما في ذلك استعادة الشعاب المرجانية وعلم الجمال والتنوع البيولوجي والفوائد الاقتصادية.
لا تزال فعالية المحميات البحرية موضع نقاش. على سبيل المثال، دراسة التحقيق في نجاح عدد قليل من المناطق البحرية المحمية في اندونيسيا، والفلبين، وبابوا غينيا الجديدة وجدت توجد فروق ذات دلالة بين المناطق البحرية المحمية وغير المحمية المواقع.  علاوة على ذلك، في بعض الحالات يمكن أن تولد صراعًا محليًا، بسبب نقص مشاركة المجتمع، وتضارب وجهات النظر بين الحكومة ومصايد الأسماك، وفعالية المنطقة والتمويل.  في بعض الحالات، كما هو الحال في منطقة جزر فينيكس المحمية، توفر المحميات البحرية عائدات للسكان المحليين. مستوى الدخل الذي يوفره مشابه للدخل الذي كان سيحققه بدون ضوابط. بشكل عام، يبدو أن المناطق البحرية المحمية يمكن أن توفر الحماية للشعاب المرجانية المحلية، ولكن هناك حاجة إلى إدارة واضحة وتمويل كاف.
تشير الشعاب المرجانية في منطقة البحر الكاريبي - تقرير الحالة 1970-2012، إلى أن تدهور المرجان قد ينخفض أو حتى ينعكس. لهذا يجب وقف الصيد الجائر، وخاصة صيد الأنواع الرئيسية للشعاب المرجانية، مثل أسماك الببغاء.يجب أيضًا تقليل الضغط البشري المباشر على الشعاب المرجانية وتقليل تدفق مياه الصرف الصحي إلى الحد الأدنى. يمكن أن تشمل التدابير لتحقيق ذلك تقييد الاستيطان الساحلي والتنمية والسياحة. يظهر التقرير أن الشعاب المرجانية الأكثر صحة في منطقة البحر الكاريبي هي تلك التي تضم أعدادًا كبيرة وصحية من أسماك الببغاء. تحدث هذه في البلدان التي تحمي أسماك الببغاء والأنواع الأخرى، مثل قنافذ البحر. وغالبًا ما يحظرون أيضًا اصطياد الأسماكو صيد الأسماك بالرمح. تساعد هذه الإجراءات معًا في إنشاء «شعاب مرجانية مرنة».
تساعد حماية شبكات الشعاب المرجانية المتنوعة والصحية، وليس فقط الملاجئ المناخية، في ضمان أكبر فرصة للتنوع الجيني، وهو أمر بالغ الأهمية للشعاب المرجانية للتكيف مع المناخات الجديدة.  مجموعة متنوعة من طرق الحفظ المطبقة عبر النظم الإيكولوجية البحرية والبرية المهددة تجعل التكيف المرجاني أكثر احتمالية وفعالية.
تعيين الشعاب المرجانية باعتبارها محميات المحيط الحيوي، الحديقة البحرية، نصب تذكاري وطني أو التراث العالميالموقع يمكن أن توفر الحماية. على سبيل المثال، الشعاب المرجانية بليز الحاجز، المشروع سيان، وغالاباغوسالجزر، الحاجز المرجاني العظيم، هندرسون جزيرة، بالاو وPapahānaumokuākea البحرية النصب التذكاري الوطني ومواقع التراث العالمي.
في أستراليا، تتم حماية الحاجز المرجاني العظيم بواسطة هيئة المتنزه البحري للحاجز المرجاني العظيم، وهو موضوع الكثير من التشريعات، بما في ذلك خطة عمل التنوع البيولوجي.  جمعت أستراليا خطة عمل لمرونة الشعاب المرجانية. تتكون هذه الخطة من استراتيجياتالإدارة التكيفية، بما في ذلك الحد من انبعاثات الكربون.توفر خطة التوعية العامة التثقيف حول «الغابات المطيرة في البحر» وكيف يمكن للناس تقليل انبعاثات الكربون.
اتبع سكان جزيرة أهوس، مقاطعة مانوس، بابوا غينيا الجديدة، ممارسة قديمة منذ أجيال تقضي بتقييد الصيد في ست مناطق من بحيرة الشعاب المرجانية. تسمح تقاليدهم الثقافية بالصيد بالخيط، ولكن لا يسمح بالصيد بالشباك أو بالرمح. كل من الكتلة الحيوية الأحجام والأسماك الفردية هي أكبر بكثير مما كانت عليه في أماكن غير مقيد الصيد.
زيادة مستويات ثاني أكسيد الكربون في الغلاف الجوي 2تسهم في تحمض المحيطات، والذي بدوره الأضرار الشعاب المرجانية. للمساعدة في مكافحة تحمض المحيطات، وضعت العديد من البلدان قوانين للحد من غازات الدفيئة مثل ثاني أكسيد الكربون. وتهدف العديد من القوانين استخدام الأراضي للحد من CO 2 الانبعاثات عن طريق الحد من إزالة الغابات. إزالة الغابات يمكن أن تطلق كميات كبيرة من ثاني أكسيد الكربون 2 تنحية غائبا عن طريق البرامج الحرجية المتابعة النشطة. يمكن أن تسبب إزالة الغابات أيضًا تآكلًا يتدفق إلى المحيط، مما يساهم في تحمض المحيطات. وتستخدم الحوافز للحد من الأميال المقطوعة بالمركبات، مما يقلل من انبعاثات الكربون في الغلاف الجوي، وبالتالي تقليل كمية من حل CO 2في المحيط. تنظم حكومات الولايات والحكومات الفيدرالية أيضًا الأنشطة البرية التي تؤثر على تآكل السواحل. تكنولوجيا الأقمار الصناعية المتطورة يمكنها مراقبة ظروف الشعاب المرجانية.
يفرض قانون المياه النظيفة في الولايات المتحدة ضغوطا على حكومات الولايات لمراقبة والحد من جريان المياه الملوثة.

## استعادة

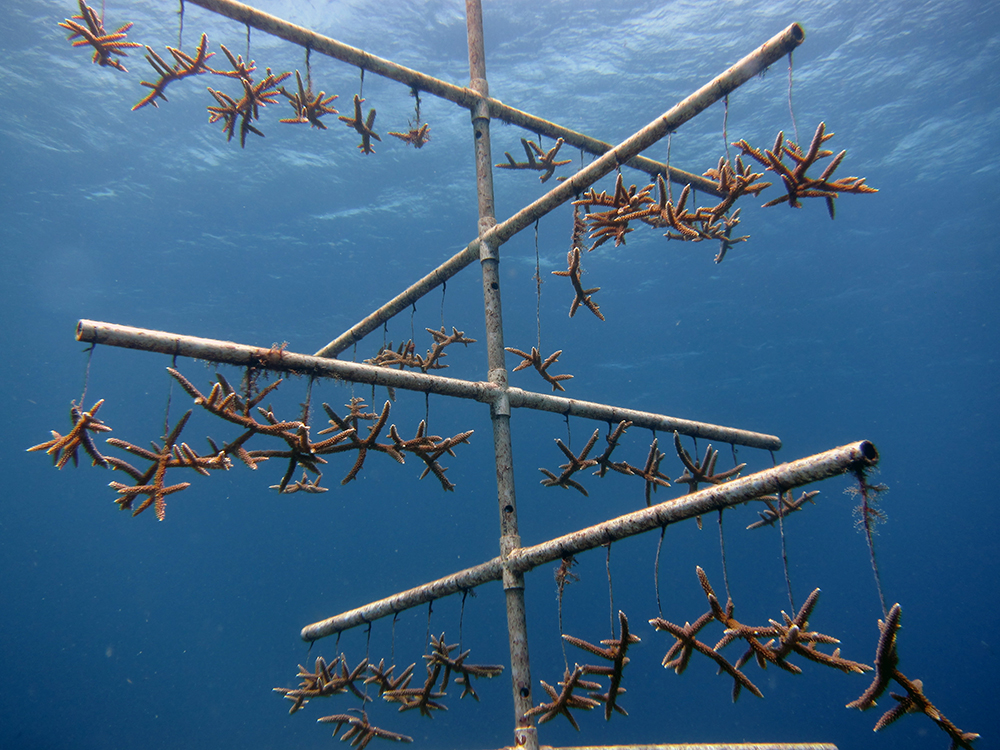
تستخدم الإدارة الوطنية للمحيطات والغلاف الجوي (NOAA) مشاتل المرجان لمساعدة المرجان على التعافي بعد الحوادث المؤلمة، مثل جنوح السفن.

نمت استعادة الشعاب المرجانية بشكل بارز على مدى العقود العديدة الماضية بسبب موت الشعاب المرجانية غير المسبوق حول الكوكب. يمكن أن تشمل الضغوطات المرجانية التلوث، وارتفاع درجات حرارة المحيطات، وظواهر الطقس المتطرفة، والصيد الجائر. مع تدهور الشعاب المرجانية العالمية، أصبحت مشاتل الأسماك والتنوع البيولوجي والتنمية الساحلية وسبل العيش والجمال الطبيعي مهددة. لحسن الحظ، أخذ الباحثون على عاتقهم تطوير مجال جديد، استعادة المرجان، في السبعينيات والثمانينيات من القرن الماضي.

### زراعة المرجان
تُظهر تربية الأحياء المائية المرجانية، المعروفة أيضًا باسم الزراعة المرجانية أو البستنة المرجانية، واعدة كأداة فعالة محتملة لاستعادة الشعاب المرجانية.  عملية «البستنة» تتجاوز مراحل النمو المبكرة للشعاب المرجانية عندما تكون أكثر عرضة لخطر الموت. تُزرع بذور المرجان في مشاتل، ثم تُعاد زراعتها في الشعاب المرجانية. المرجان يزرعه مزارعو المرجان الذين تتراوح اهتماماتهم من الحفاظ على الشعاب المرجانية إلى زيادة الدخل. نظرًا لعمليتها المباشرة والأدلة الجوهرية على أن هذه التقنية لها تأثير كبير على نمو الشعاب المرجانية، أصبحت مشاتل الشعاب المرجانية هي الطريقة الأكثر انتشارًا والأكثر فاعلية لاستعادة المرجان.
تستفيد حدائق المرجان من القدرة الطبيعية للشعاب المرجانية على التفتت والاستمرار في النمو إذا كانت الشظايا قادرة على تثبيت نفسها على ركائز جديدة. تم اختبار هذه الطريقة لأول مرة بواسطة Baruch Rinkevich  في عام 1995 والتي لاقت نجاحًا في ذلك الوقت. وفقًا لمعايير اليوم، نمت زراعة المرجان إلى مجموعة متنوعة من الأشكال المختلفة، ولكن لا يزال لها نفس الأهداف المتمثلة في زراعة الشعاب المرجانية. وبالتالي، استبدلت زراعة المرجان بسرعة طرق الزرع المستخدمة سابقًا، أو فعل نقل أقسام أو مستعمرات كاملة من الشعاب المرجانية إلى منطقة جديدة. لقد شهدت عمليات الزرع نجاحًا في الماضي وأدت عقودًا من التجارب إلى ارتفاع معدل النجاح والبقاء. ومع ذلك، لا تزال هذه الطريقة تتطلب إزالة الشعاب المرجانية من الشعاب المرجانية الموجودة. مع الوضع الحالي للشعاب المرجانية، يجب تجنب هذا النوع من الطرق بشكل عام إن أمكن. يمكن أن يكون إنقاذ الشعاب المرجانية السليمة من تآكل الركائز أو الشعاب المرجانية المحكوم عليها بالانهيار ميزة رئيسية لاستخدام الزرع.
تأخذ حدائق المرجان بشكل عام الأشكال الآمنة بغض النظر عن المكان الذي تذهب إليه. يبدأ بإنشاء حضانة حيث يمكن للمشغلين مراقبة أجزاء الشعاب المرجانية والعناية بها. وغني عن القول أنه يجب إنشاء مشاتل في المناطق التي ستزيد من النمو وتقليل الوفيات. تعد الأشجار المرجانية العائمة في الخارج أو حتى أحواض السمك من المواقع المحتملة التي يمكن أن تنمو فيها الشعاب المرجانية. بعد تحديد الموقع، يمكن أن يحدث الجمع والزراعة.
الفائدة الرئيسية لاستخدام مزارع الشعاب المرجانية هي أنها تقلل من معدلات وفيات الزكام والأحداث. عن طريق إزالة الحيوانات المفترسة وعقبات التوظيف، يمكن للشعاب المرجانية أن تنضج دون الكثير من العوائق. ومع ذلك، لا تستطيع دور الحضانة إيقاف ضغوط المناخ. يمكن أن يؤدي ارتفاع درجات الحرارة أو الأعاصير إلى تعطيل أو حتى قتل الشعاب المرجانية في الحضانة.

### إنشاء ركائز
تتضمن الجهود المبذولة لتوسيع حجم وعدد الشعاب المرجانية عمومًا توفير طبقة سفلية للسماح لمزيد من الشعاب المرجانية بالعثور على منزل. تشتمل مواد الركيزة على إطارات المركبات المهملة، والسفن المحطمة، وعربات مترو الأنفاق والخرسانة المشكلة، مثل كرات الشعاب المرجانية. تنمو الشعاب المرجانية دون مساعدة على الهياكل البحرية مثل منصات النفط. في مشاريع ترميم كبيرة، نشر المرجانية hermatypic على الركيزة يمكن تأمينها مع المسامير المعدنية، superglue أو milliput. يمكن للإبرة والخيط أيضًا إرفاق مرجان A-hermatype بالركيزة.
Biorock عبارة عن ركيزة تنتجها عملية حاصلة على براءة اختراع تدير تيارات كهربائية منخفضة الجهد عبر مياه البحر لتتسبب في ترسيب المعادن الذائبة على الهياكل الفولاذية.الكربونات البيضاء الناتجة (أراجونيت) هي نفس المعدن الذي يتكون من الشعاب المرجانية الطبيعية. تستعمر الشعاب المرجانية وتنمو بسرعة بمعدلات متسارعة على هذه الهياكل المطلية. تعمل التيارات الكهربائية أيضًا على تسريع تكوين ونمو كل من الحجر الجيري الكيميائي والهياكل العظمية للشعاب المرجانية والكائنات الأخرى التي تحمل الصدفة، مثل المحار. على مقربة من الأنود والكاثودتوفر عالية الحموضة البيئة التي تمنع نمو الطحالب الخيطية واللحمية التنافسية. تعتمد معدلات النمو المتزايدة بشكل كامل على نشاط التراكم. تحت تأثير المجال الكهربائي، تُظهر الشعاب المرجانية زيادة في معدل النمو والحجم والكثافة.
مجرد وجود العديد من الهياكل في قاع المحيط لا يكفي لتكوين الشعاب المرجانية. يجب أن تأخذ مشاريع الاستعادة في الاعتبار مدى تعقيد الركائز التي تنشئها للشعاب المرجانية في المستقبل. أجرى الباحثون تجربة بالقرب من جزيرة تيكاو في الفلبين في عام 2013  حيث تم وضع عدة ركائز في تعقيدات مختلفة في الشعاب المرجانية المتدهورة المجاورة. يتألف التعقيد الكبير من قطع أرض تحتوي على ركائز من صنع الإنسان من صخور ناعمة وخشنة مع سياج محيط، ويتألف الوسط من ركائز من صنع الإنسان فقط، والصغيرة لا تحتوي على سياج أو ركائز. بعد شهر واحد، وجد الباحثون أن هناك علاقة إيجابية بين تعقيد البنية ومعدلات تجنيد اليرقات. كان أداء التعقيد المتوسط هو الأفضل مع تفضيل اليرقات للصخور الخشنة على الصخور الملساء. بعد عام واحد من دراستهم، زار الباحثون الموقع ووجدوا أن العديد من المواقع كانت قادرة على دعم مصايد الأسماك المحلية. لقد توصلوا إلى استنتاج مفاده أن استعادة الشعاب المرجانية يمكن أن تتم بشكل فعال من حيث التكلفة وستؤدي إلى فوائد طويلة الأجل نظرًا لأنها محمية وصيانتها.

### الانتقال
أجريت دراسة حالة واحدة مع استعادة الشعاب المرجانية في جزيرة أواهو في هاواي. في جامعة هاواي تدير تقييم الشعاب المرجانية ورصد برنامج لمساعدة ينقل إلى مكان جديد واستعادة الشعاب المرجانية في هاواي. كانت قناة قارب من جزيرة أواهو إلى معهد هاواي للأحياء البحرية في جزيرة كوكونوت مكتظة بالشعاب المرجانية. تضررت العديد من مناطق بقع الشعاب المرجانية في القناة من التجريف السابق في القناة.
يغطي التجريف الشعاب المرجانية بالرمل. اليرقات المرجانية لا يمكن أن تستقر على الرمال. يمكنهم البناء فقط على الشعاب المرجانية الموجودة أو الأسطح الصلبة المتوافقة، مثل الصخور أو الخرسانة. لهذا السبب، قررت الجامعة نقل بعض الشعاب المرجانية. قاموا بنقلهم بمساعدة غواصين جيش الولايات المتحدة إلى موقع قريب نسبيًا من القناة. لاحظوا القليل من الضرر الذي لحق بأي من المستعمرات أثناء النقل ولم يلاحظ أي موت للشعاب المرجانية في موقع الزرع. أثناء ربط الشعاب المرجانية بموقع الزرع، وجدوا أن الشعاب المرجانية الموضوعة على الصخور الصلبة تنمو جيدًا، بما في ذلك الأسلاك التي تربط الشعاب المرجانية بالموقع.
كبديل لزرع الشعاب المرجانية نفسها، يمكن أيضًا تشجيع الأسماك اليافعة على الانتقال إلى الشعاب المرجانية الموجودة عن طريق المحاكاة السمعية. في الأجزاء المتضررة من الحاجز المرجاني العظيم، تم العثور على مكبرات الصوت التي تشغل تسجيلات لبيئات الشعاب المرجانية الصحية، وتجذب الأسماك ضعف عدد البقع المكافئة التي لم يتم تشغيل أي صوت فيها، كما أدت إلى زيادة التنوع البيولوجي للأنواع بنسبة 50٪.

### المتعايشين الذين يتحملون الحرارة
هناك احتمال آخر لاستعادة المرجان وهو العلاج الجيني: قد يؤدي تلقيح الشعاب المرجانية بالبكتيريا المعدلة وراثيًا، أو أصناف الشعاب المرجانية المقاومة للحرارة التي تحدث بشكل طبيعي، إلى إمكانية زراعة الشعاب المرجانية الأكثر مقاومة لتغير المناخ والتهديدات الأخرى.  احترار المحيطات يجبر المرجان على التكيف مع درجات حرارة غير مسبوقة. أولئك الذين لا يتحملون درجات الحرارة المرتفعة يعانون من تبيض المرجان وفي النهاية الموت. هناك بالفعل بحث يتطلع إلى إنشاء شعاب مرجانية معدلة وراثيًا يمكنها تحمل ارتفاع درجة حرارة المحيط. وصفت مادلين جيه إتش فان أوبن وجيمس ك. أوليفر وهولي إم بوتنام وروث دي جيتس أربع طرق مختلفة تزيد تدريجيًا من التدخل البشري لتعديل الشعاب المرجانية وراثيًا. تركز هذه الطرق على تغيير جينات zooxanthellae داخل الشعاب المرجانية بدلاً من البديل.
الطريقة الأولى هي إحداث تأقلم للجيل الأول من الشعاب المرجانية.  الفكرة هي أنه عندما تتعرض الشعاب المرجانية البالغة وصغارها لعوامل الإجهاد، ستكتسب zooxanthellae طفرة. تعتمد هذه الطريقة في الغالب على فرصة اكتساب zooxanthellae الصفة المحددة التي تسمح لها بالبقاء على قيد الحياة بشكل أفضل في المياه الدافئة. تركز الطريقة الثانية على تحديد الأنواع المختلفة من zooxanthellae الموجودة داخل الشعاب المرجانية وتكوين مقدار حياة كل zooxanthella داخل الشعاب المرجانية في عمر معين. سيؤدي استخدام zooxanthellae من الطريقة السابقة إلى زيادة معدلات النجاح لهذه الطريقة فقط. ومع ذلك، لن تكون هذه الطريقة قابلة للتطبيق إلا على الشعاب المرجانية الأصغر، في الوقت الحالي، لأن التجارب السابقة للتلاعب بمجتمعات zooxanthellae في مراحل الحياة اللاحقة قد فشلت جميعها. الطريقة الثالثة تركز على أساليب التربية الانتقائية. بمجرد اختيار الشعاب المرجانية، سيتم تربيتها وتعريضها لمحاكاة الضغوط في المختبر. الطريقة الأخيرة هي التعديل الوراثي zooxanthellae نفسها. عندما يتم الحصول على الطفرات المفضلة، سيتم إدخال zooxanthellae المعدلة وراثيًا إلى بولي aposymbiotic وسيتم إنتاج مرجان جديد. هذه الطريقة هي الأكثر صعوبة من الطريقة الرابعة، لكن يعتقد الباحثون أنه يجب استخدام هذه الطريقة بشكل أكبر وهي تحمل أقصى وعد في الهندسة الوراثية لاستعادة المرجان.

### الطحالب الغازية
تمت إدارة الشعاب المرجانية في هاواي التي اختنقها انتشار الطحالب الغازية من خلال نهج ذي شقين: قام الغواصون بإزالة الطحالب الغازية يدويًا، بدعم من الصنادل فائقة الامتصاص. يجب زيادة ضغط الرعي على الطحالب الغازية لمنع إعادة نمو الطحالب. وجد الباحثون أن قنافذ التجميع الأصلية كانت ترعى مرشحًا معقولًا للمكافحة الحيوية للطحالب، لاستئصال الطحالب الغازية المتبقية من الشعاب المرجانية.

#### الطحالب الغازية في الشعاب المرجانية في منطقة البحر الكاريبي
الطحالب الكبيرة، أو المعروفة باسم الأعشاب البحرية، لديها القدرة على التسبب في انهيار الشعاب المرجانية لأنها يمكن أن تتفوق على العديد من الأنواع المرجانية. يمكن أن تنمو الطحالب الكبيرة على الشعاب المرجانية، وتظل تعمل على منع التجنيد، وتطلق مواد كيميائية حيوية يمكن أن تعيق التكاثر، وربما تشكل بكتيريا ضارة بالشعاب المرجانية.  تاريخيًا، كان نمو الطحالب يتحكم فيه الأسماك العاشبة وقنافذ البحر. أسماك الببغاء هي مثال رئيسي للقائمين على رعاية الشعاب المرجانية. وبالتالي، يمكن اعتبار هذين النوعين من الأنواع الرئيسية لبيئات الشعاب المرجانية بسبب دورهما في حماية الشعاب المرجانية.
قبل الثمانينيات، كانت الشعاب المرجانية في جامايكا مزدهرة وتم الاعتناء بها جيدًا، ومع ذلك، تغير كل هذا بعد حدوث إعصار آلن في عام 1980 وانتشر مرض غير معروف عبر منطقة البحر الكاريبي. في أعقاب هذه الأحداث، تسببت أضرار جسيمة في كل من الشعاب المرجانية وسكان قنفذ البحر عبر الشعاب المرجانية في جامايكا وفي البحر الكاريبي. وقد نجا من المرض ما لا يزيد عن 2٪ من السكان الأصليين لقنفذ البحر.  نجحت الطحالب الكبيرة الأولية في تدمير الشعاب المرجانية، وفي النهاية أخذت الطحالب الكبيرة الأكبر والأكثر مرونة مكانها باعتبارها الكائن الحي المهيمن.  كانت أسماك الببغاء وغيرها من الأسماك العاشبة قليلة العدد بسبب عقود من الصيد الجائر والصيد العرضي في ذلك الوقت. تاريخياً، كان للساحل الجامايكي غطاء مرجاني بنسبة 90٪ وانخفض إلى 5٪ في التسعينيات.  النهاية، تمكنت الشعاب المرجانية من التعافي في المناطق التي كانت تتزايد فيها أعداد قنافذ البحر. كانت قنافذ البحر قادرة على التغذية والتكاثر وإزالة الركائز، تاركة مناطق للزوائد المرجانية لتثبت وتنضج. ومع ذلك، لا تزال مجموعات قنفذ البحر لا تتعافى بالسرعة التي توقعها الباحثون، على الرغم من كونها شديدة الخصوبة. غير المعروف ما إذا كان المرض الغامض لا يزال موجودًا ويمنع تجمعات قنافذ البحر من الانتعاش. بغض النظر، هذه المناطق تتعافى ببطء بمساعدة رعي قنفذ البحر. يدعم هذا الحدث فكرة الاستعادة المبكرة المتمثلة في زراعة وإطلاق قنافذ البحر في الشعاب المرجانية لمنع نمو الطحالب بشكل مفرط. 18

### التجزئة والاندماج
في عام 2014، طور كريستوفر بيج وإرين مولر وديفيد فوغان من المركز الدولي لأبحاث وترميم الشعاب المرجانية في مختبر Mote Marine في Summerland Key بولاية فلوريدا تقنية جديدة تسمى «التجزئة الدقيقة»، حيث يستخدمون منشارًا متخصصًا من الماس قطع الشعاب المرجانية إلى شظايا بحجم 1 سم 2 بدلاً من 6 سم 2 لتعزيز نمو الشعاب المرجانية في الدماغ والصخور والنجوم. زرع الشعاب المرجانية Orbicella faveolata و Montastraea cavernosa خارج شواطئ فلوريدا في عدة مصفوفات مجهرية. بعد عامين، نما O. faveolata بمقدار 6.5 ضعف حجمه الأصلي بينما نما M. cavernosaضعف حجمه تقريبًا. في ظل الوسائل التقليدية، كان كلا المرجان بحاجة إلى عقود للوصول إلى الحجم نفسه. يُشتبه في أنه إذا لم تحدث أحداث الافتراس بالقرب من بداية التجربة لكان O. faveolata قد نما على الأقل عشرة أضعاف حجمه الأصلي. باستخدام هذه الطريقة، أنتج مختبر Mote Marine 25000 من الشعاب المرجانية وزرع 10000 في فلوريدا كيز في عام واحد فقط. بعد فترة وجيزة، اكتشفوا أن هذه الأجزاء الدقيقة اندمجت مع أجزاء دقيقة أخرى من نفس الشعاب المرجانية الأم. عادة، تقاتل الشعاب المرجانية التي ليست من نفس الوالد وتقتل الشعاب المرجانية القريبة في محاولة للبقاء والتوسع. تُعرف هذه التقنية الجديدة باسم «الاندماج» وقد ثبت أنها تنمو رؤوس الشعاب المرجانية في غضون عامين فقط بدلاً من 25-75 عامًا النموذجية. بعد حدوث الاندماج، ستعمل الشعاب المرجانية ككائن حي واحد بدلاً من عدة شعاب مستقلة. حاليًا، لم يتم نشر أي بحث حول هذه الطريقة.

## التاريخ
وكانت الأوقات التنمية أقصى الشعاب المرجانية في الكمبري الأوسط (513-501 ما)، الديفوني (416-359 ما) والكربوني (359-299 ما)، وذلك بسبب ترتيب Rugosaالمنقرضة المرجان وأواخر العصر الطباشيري (100-66 ما) وكل النيوجين (23 Ma-present)، بسبب ترتيب مرجانScleractinia.
لا تشكلت كل الشعاب المرجانية في الماضي من الشعاب المرجانية: تلك الموجودة في الكمبري المبكر
(542-513)ما نتجت عن الجيرية الطحالب و archaeocyathids(الحيوانات الصغيرة مع شكل مخروطي، وربما تتعلق الإسفنج) وفي أواخر العصر الطباشيري (100-66 ما)، عندما وجدت الشعاب المرجانية التي تكونت من قبل مجموعة من ذوات الصدفتين تسمى rudists ؛ شكل أحد الصمامين الهيكل المخروطي الرئيسي والآخر، يعمل الصمام الأصغر كثيرًا كغطاء.
يمكن أن تشير قياسات التركيب النظائري للأكسجين للهيكل العظمي الأراغوني للشعاب المرجانية، مثل البوريت، إلى التغيرات في درجة حرارة سطح البحر وظروف ملوحة سطح البحر أثناء نمو المرجان. غالبًا ما يستخدم علماء المناخ هذه التقنية لاستنتاج المناخ القديم للمنطقة.

## صور لأنواع مختلفة من الشعب المرجانية

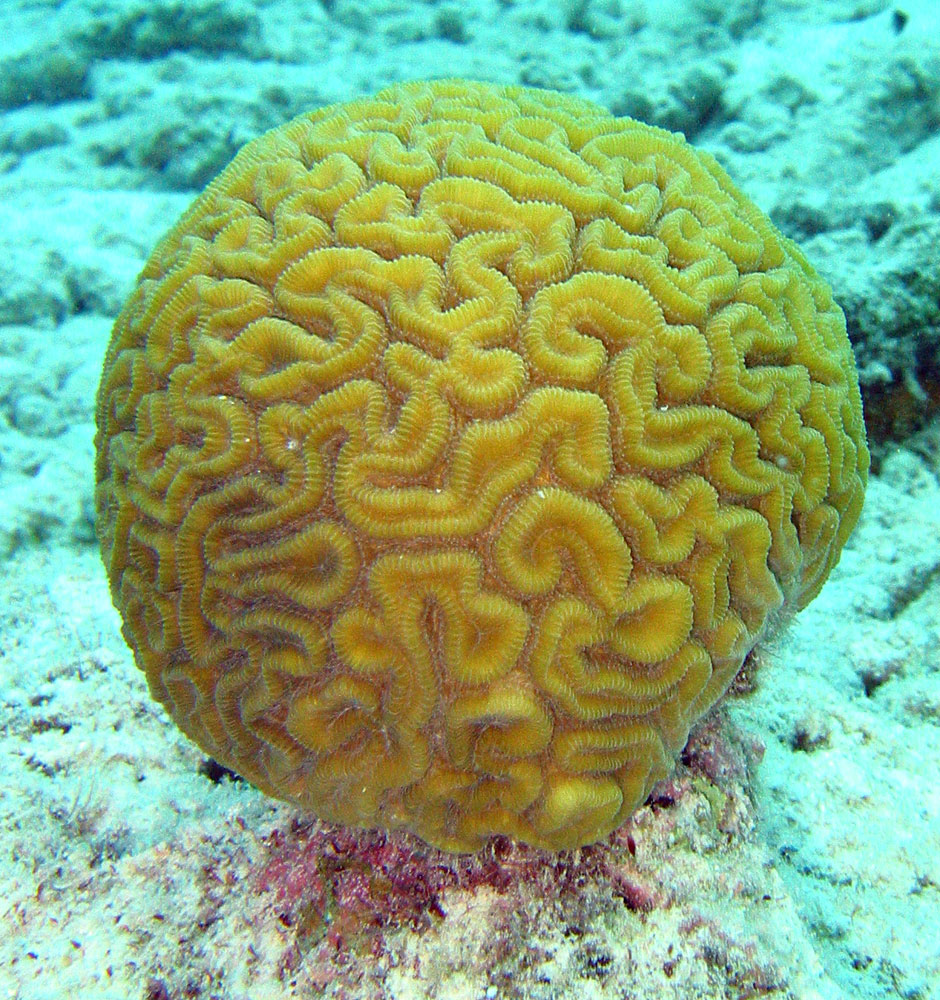
مرجان المخ
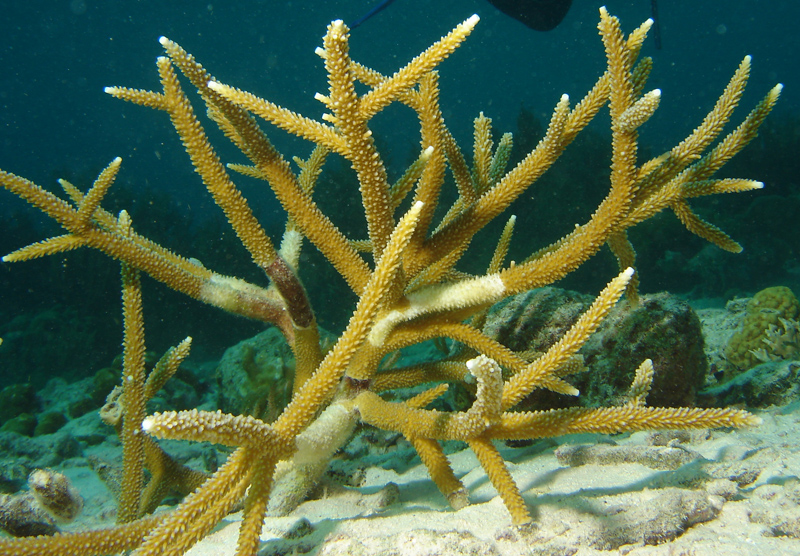
Staghorn coral
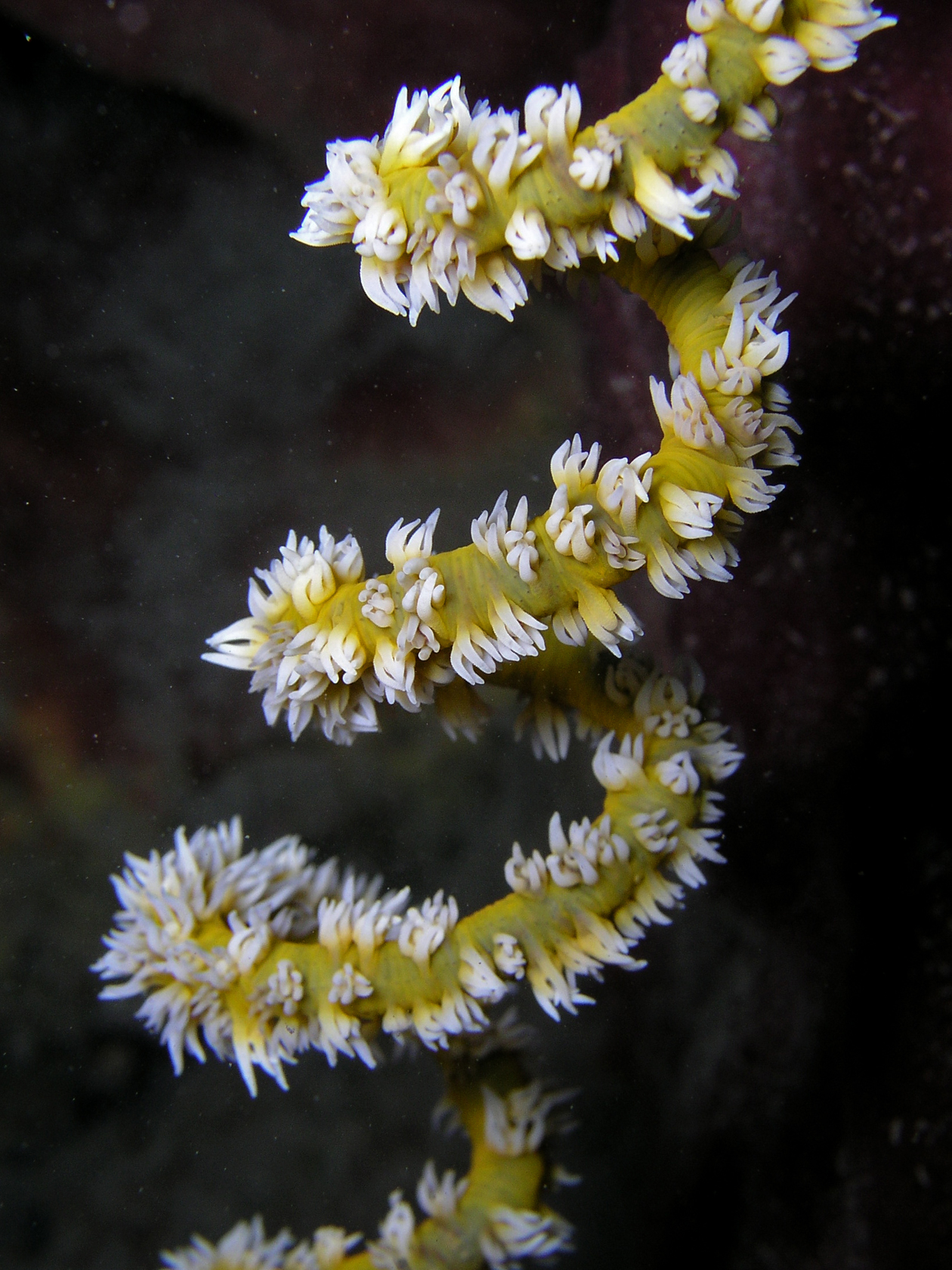
Spiral wire coral
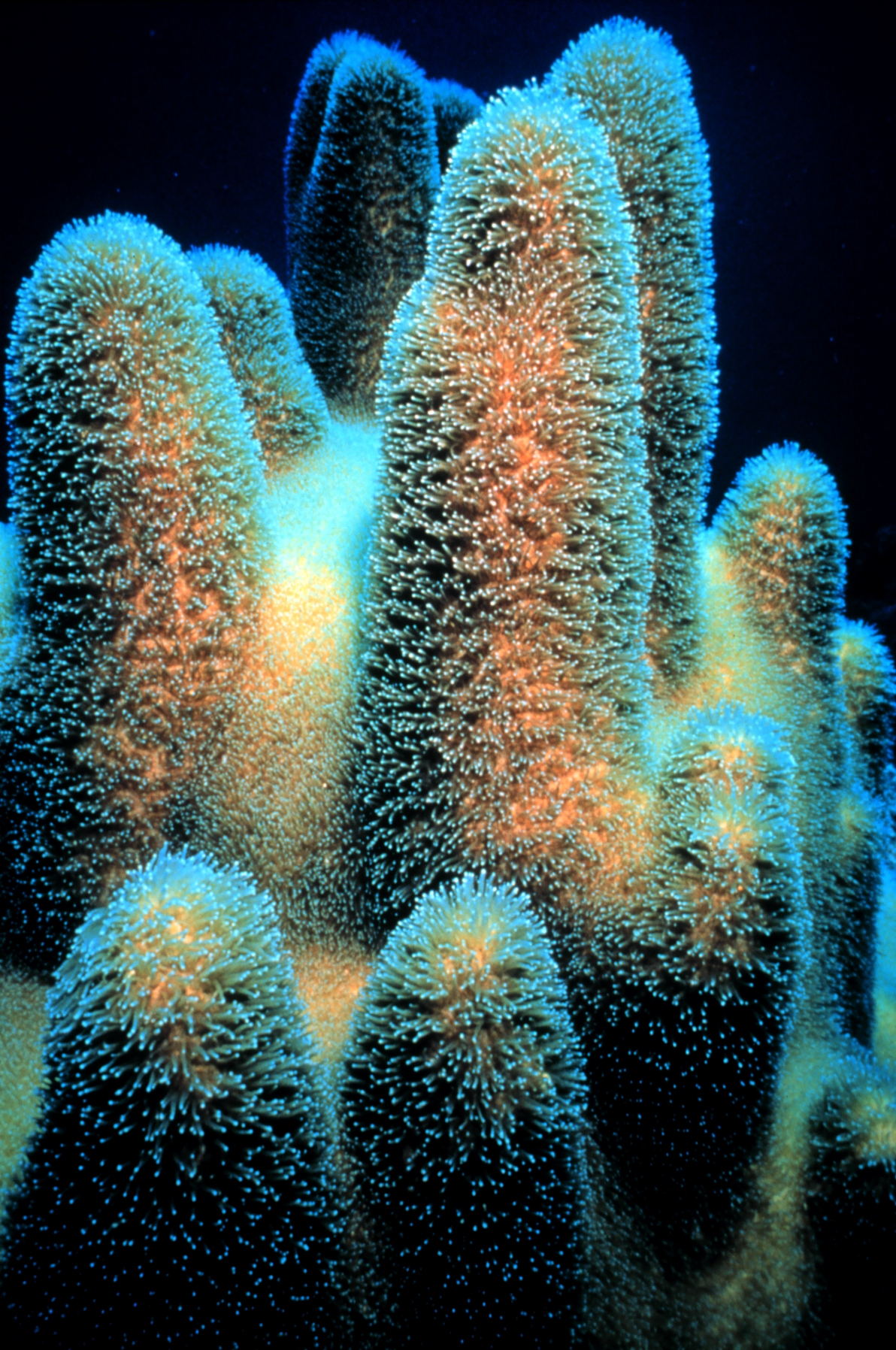
Pillar coral
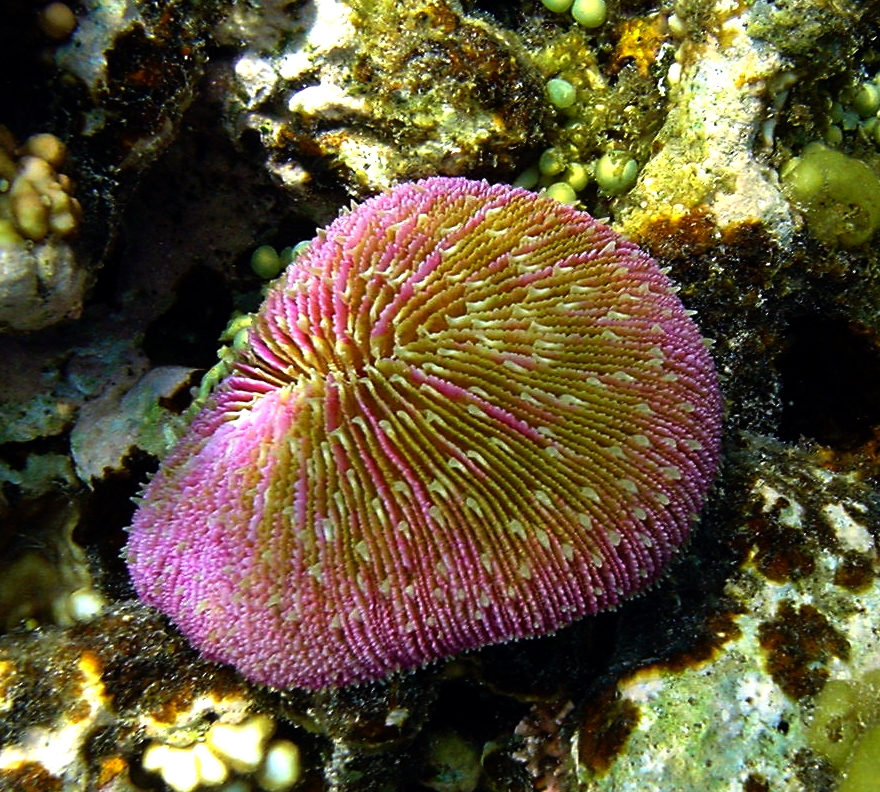
Mushroom coral
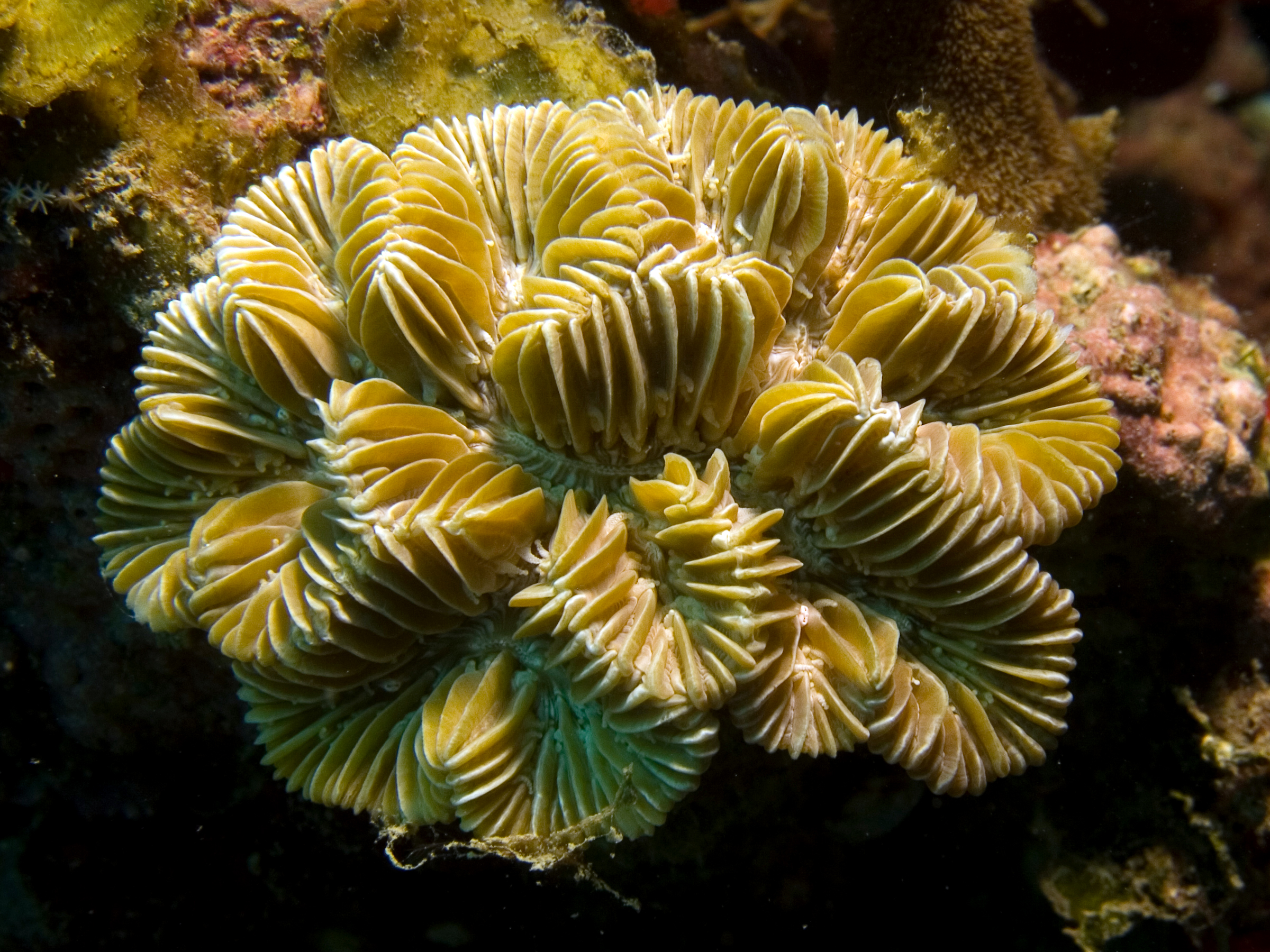
Maze coral
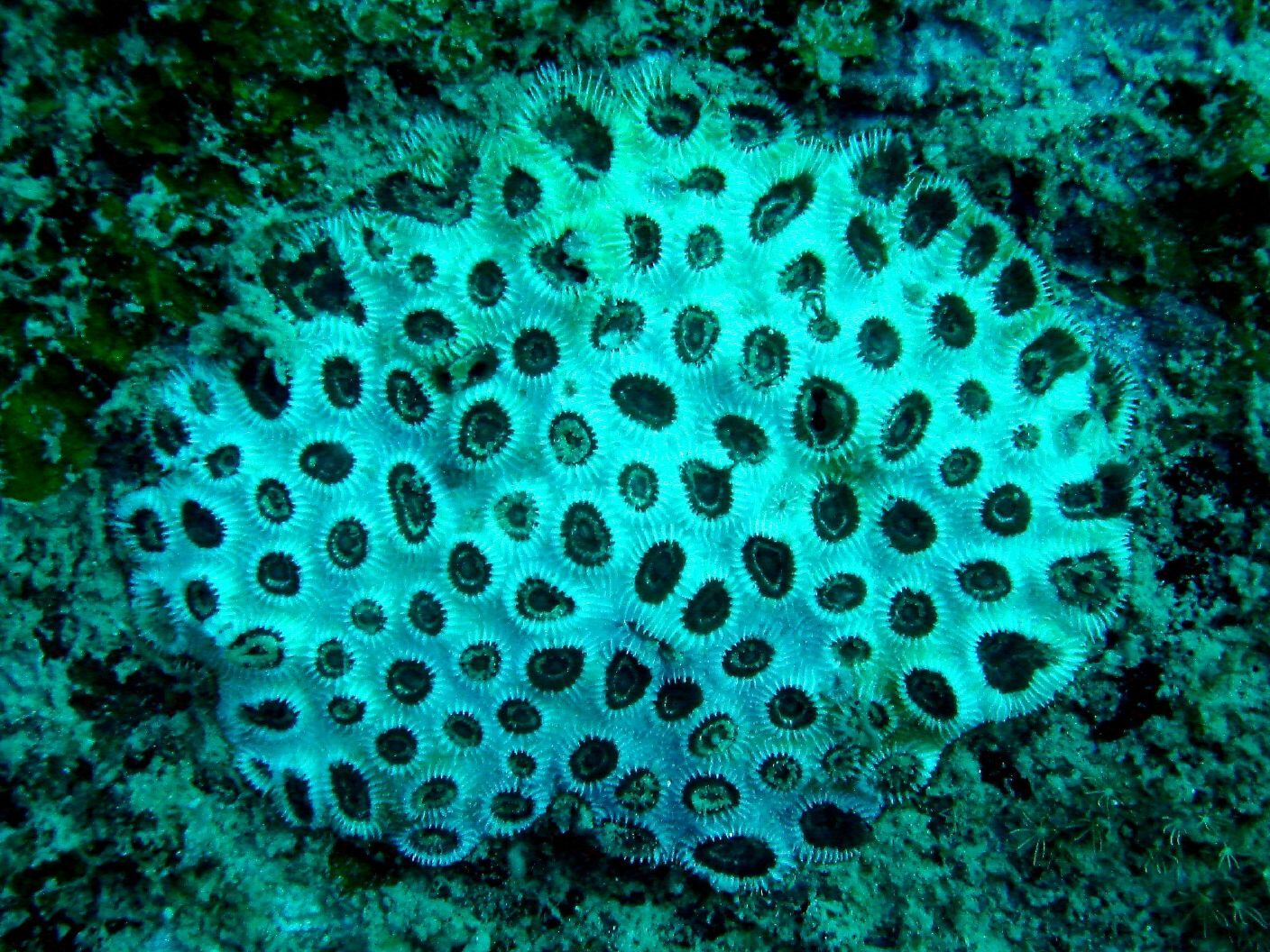
يسريات
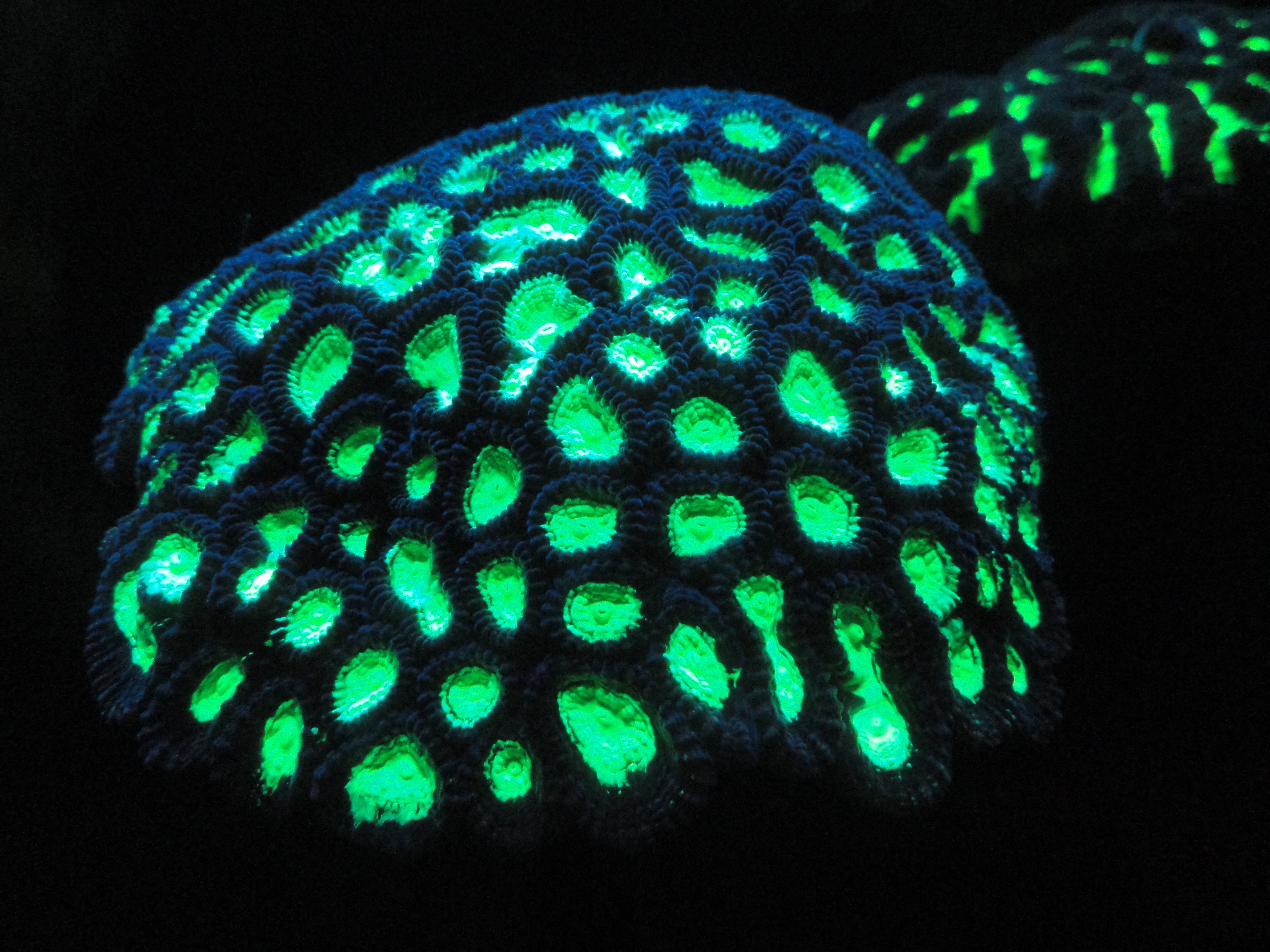
Fluorescent coral
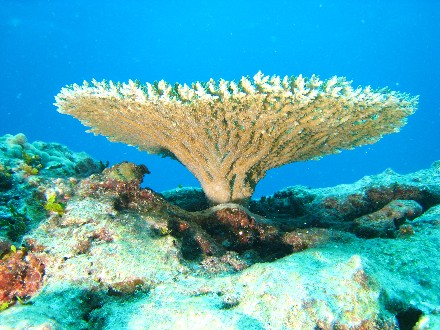
Acroporaشعب مرجاني منضدي
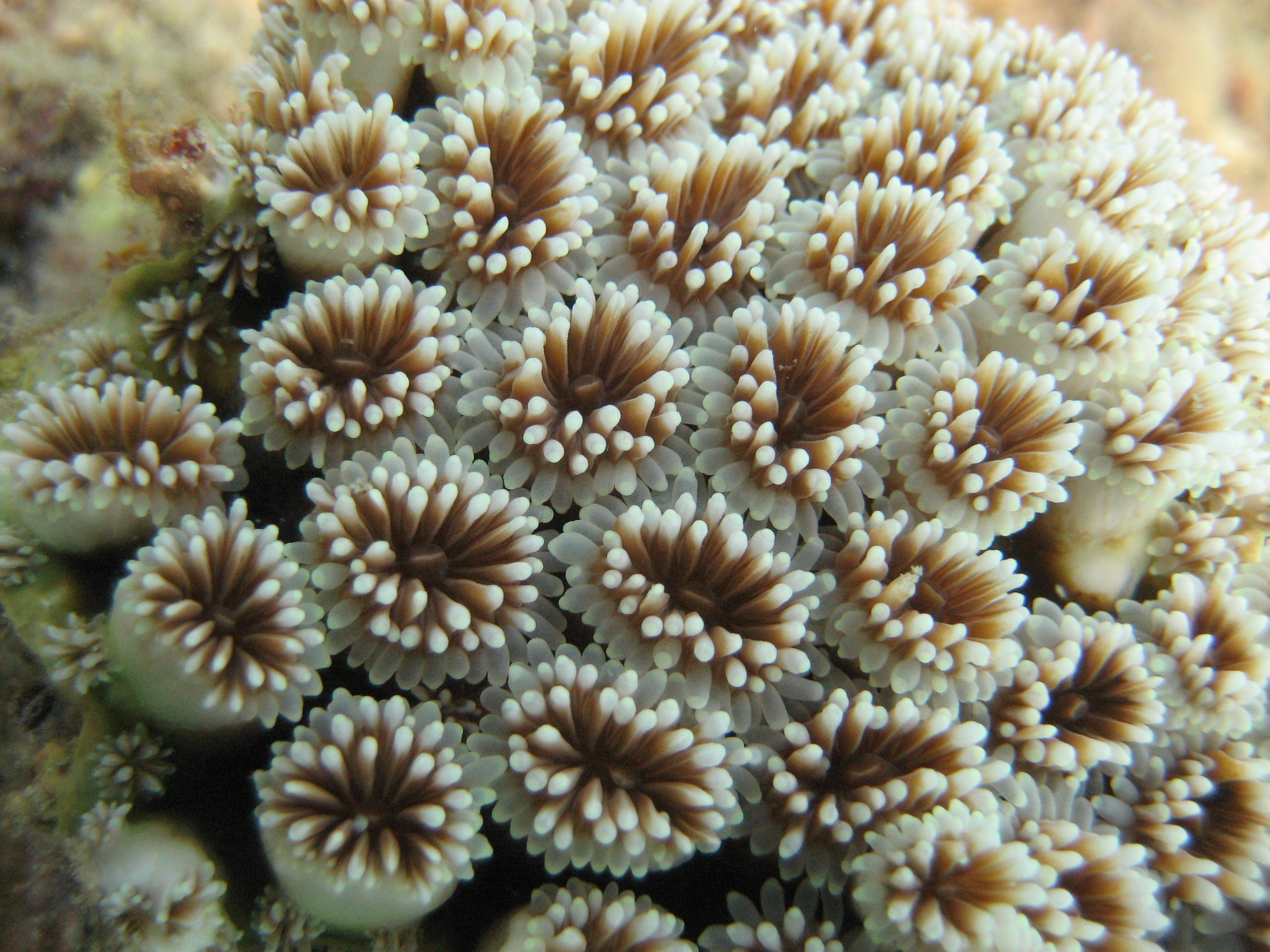
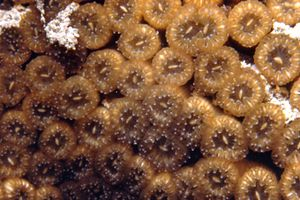
المرجان وسادي الشكل